# Damenstift Säckingen

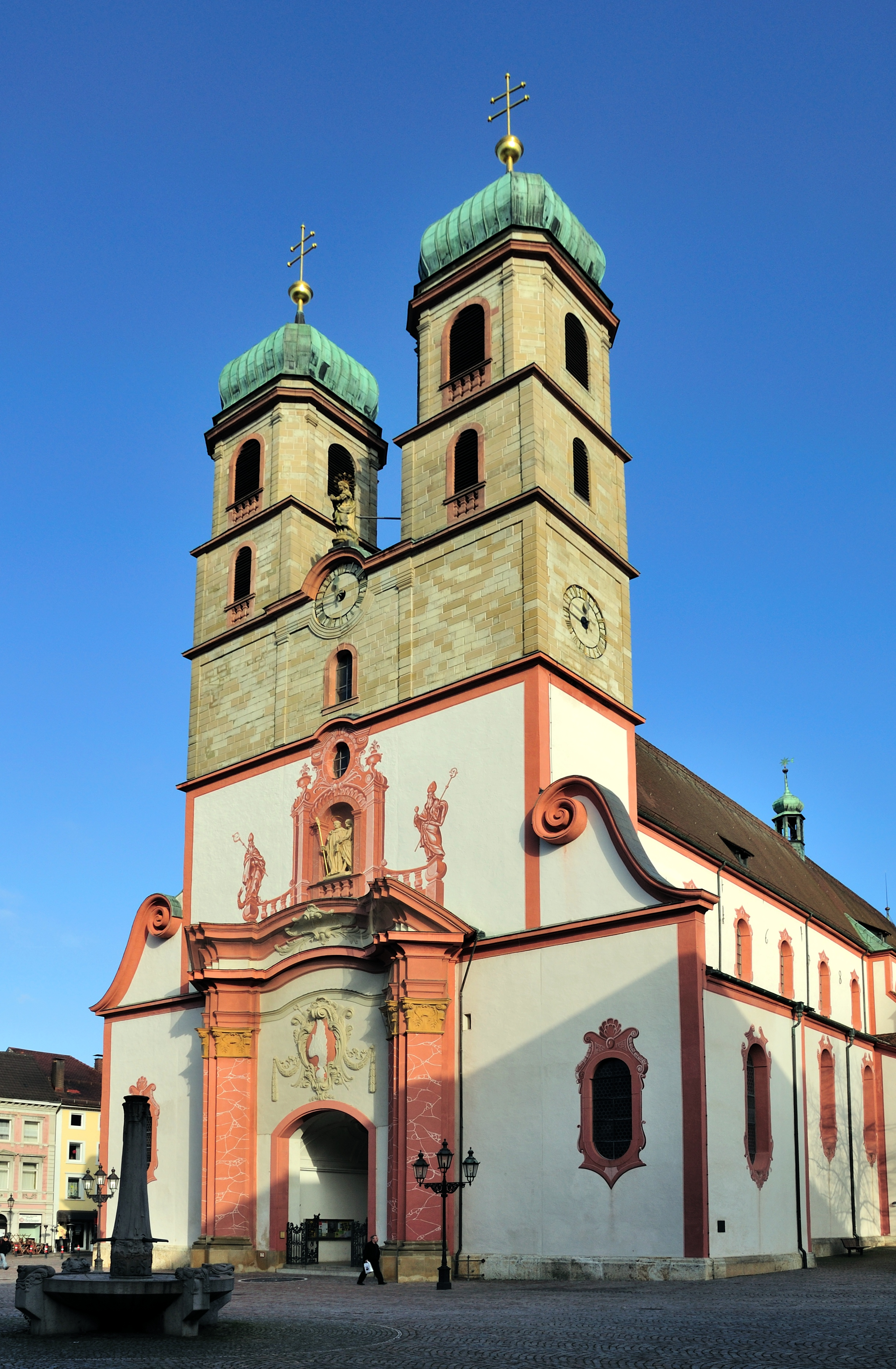
Fridolinsmünster

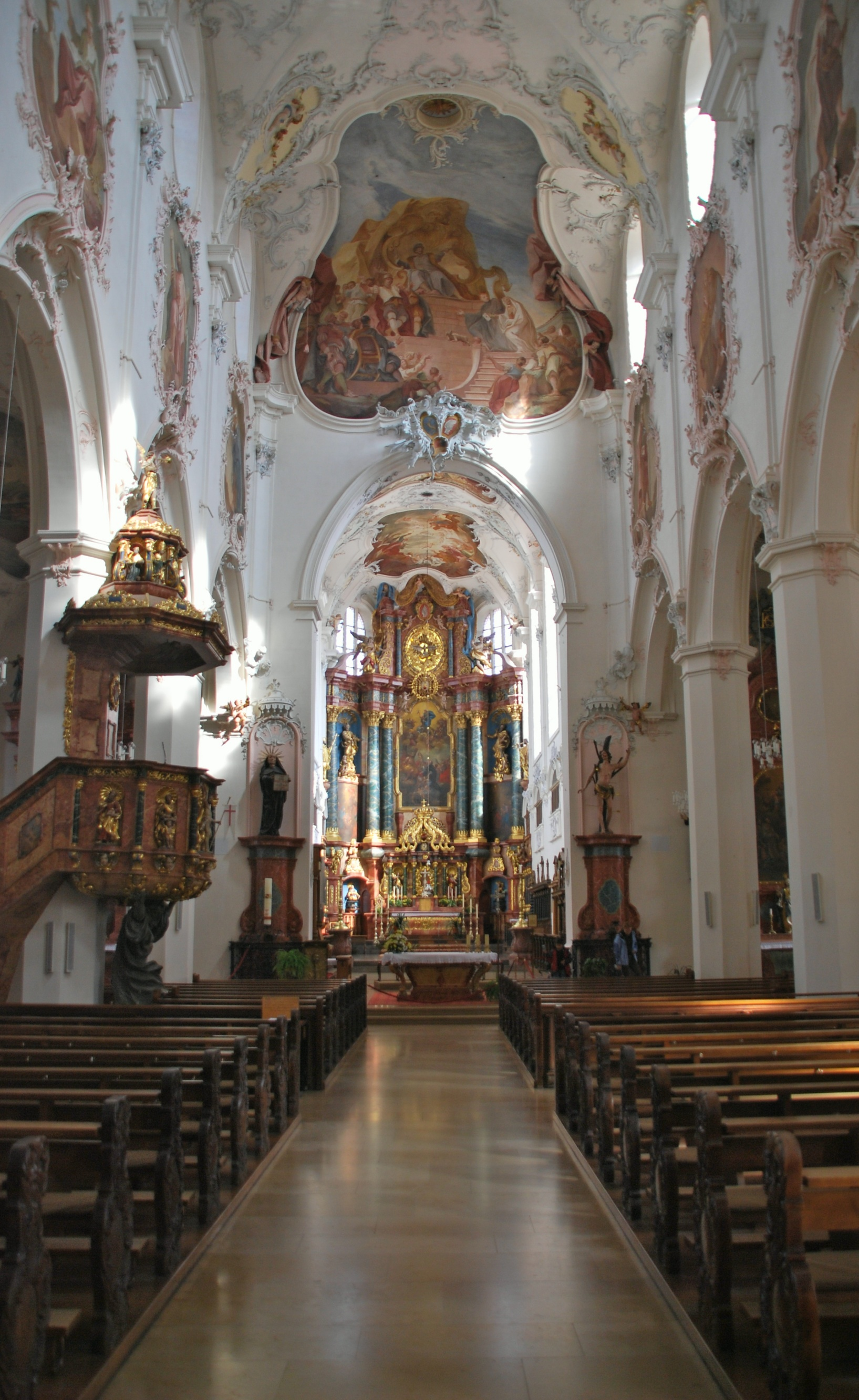
Hauptschiff des Fridolinsmünsters

Das Damenstift Säckingen, auch Fridolinsstift, war ein Kloster im heutigen Bad Säckingen (lateinisch Seconiensis) im Landkreis Waldshut in Baden-Württemberg. Es wurde im 6. oder 7. Jahrhundert gegründet und war ursprünglich ein Doppelkloster. Das Herrenkloster scheint im 11. Jahrhundert nicht mehr bestanden zu haben. Das Damenstift war ein königliches Eigenkloster und seine Äbtissin wurde 1307 von König Albrecht I. in den Reichsfürstenstand erhoben. 1806 wurde auch das Damenstift im Zuge der Säkularisation aufgehoben.

## Geschichte

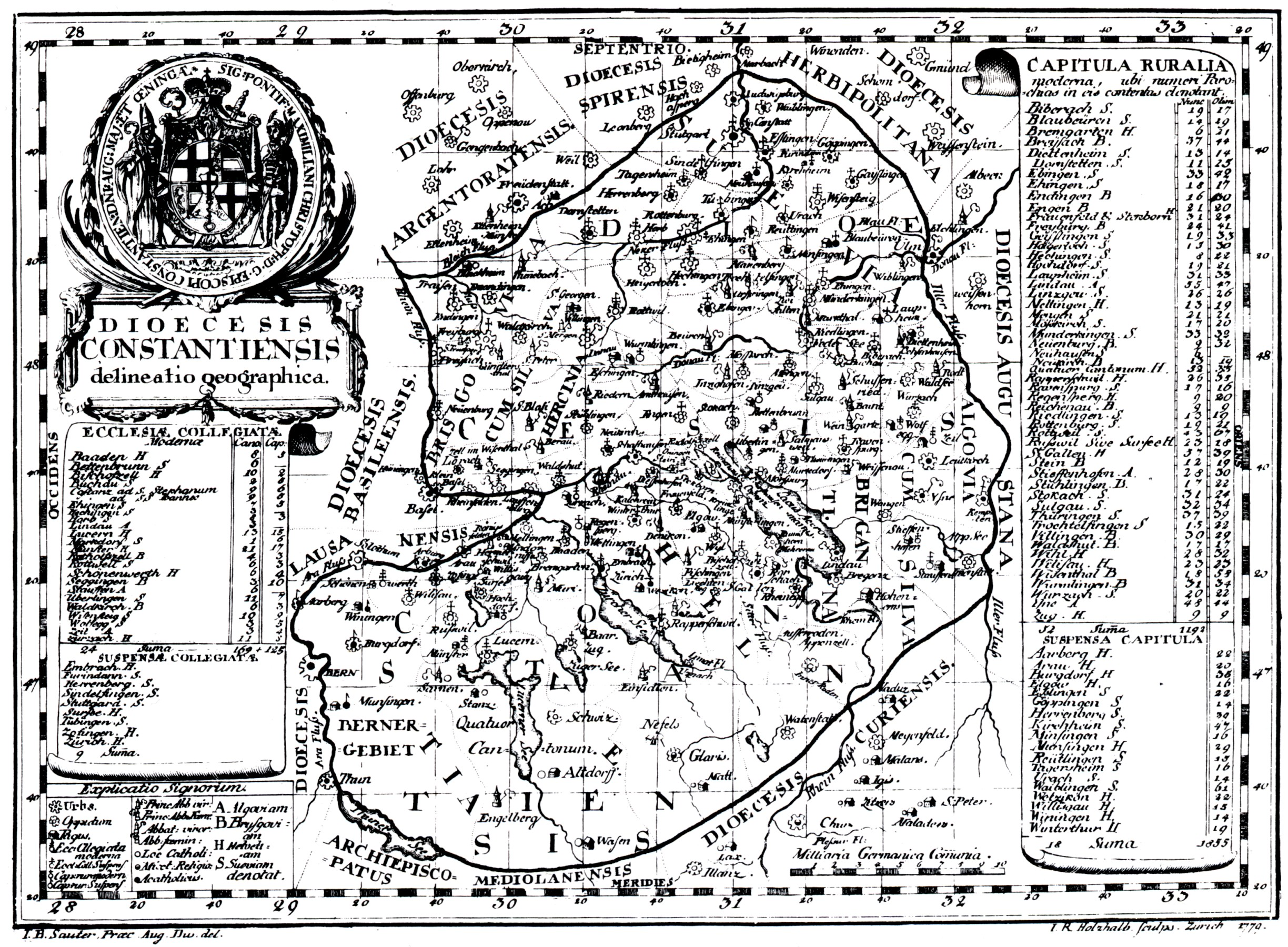
Konstanzer Bistumskarte von 1779

Mittelalterliches Stadtsiegel Säckingens

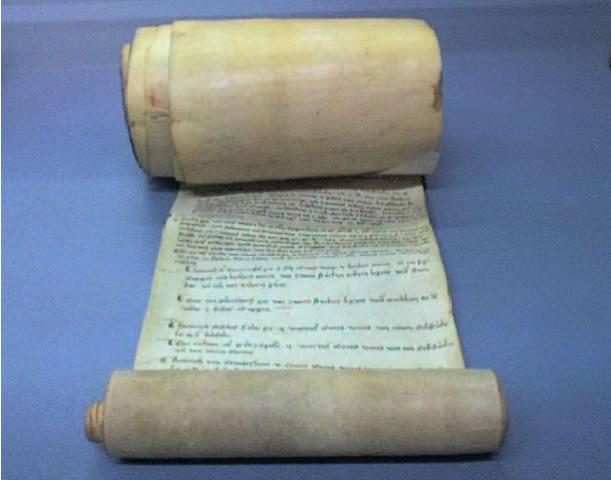
Säckinger Urbar aus dem Jahr 1310

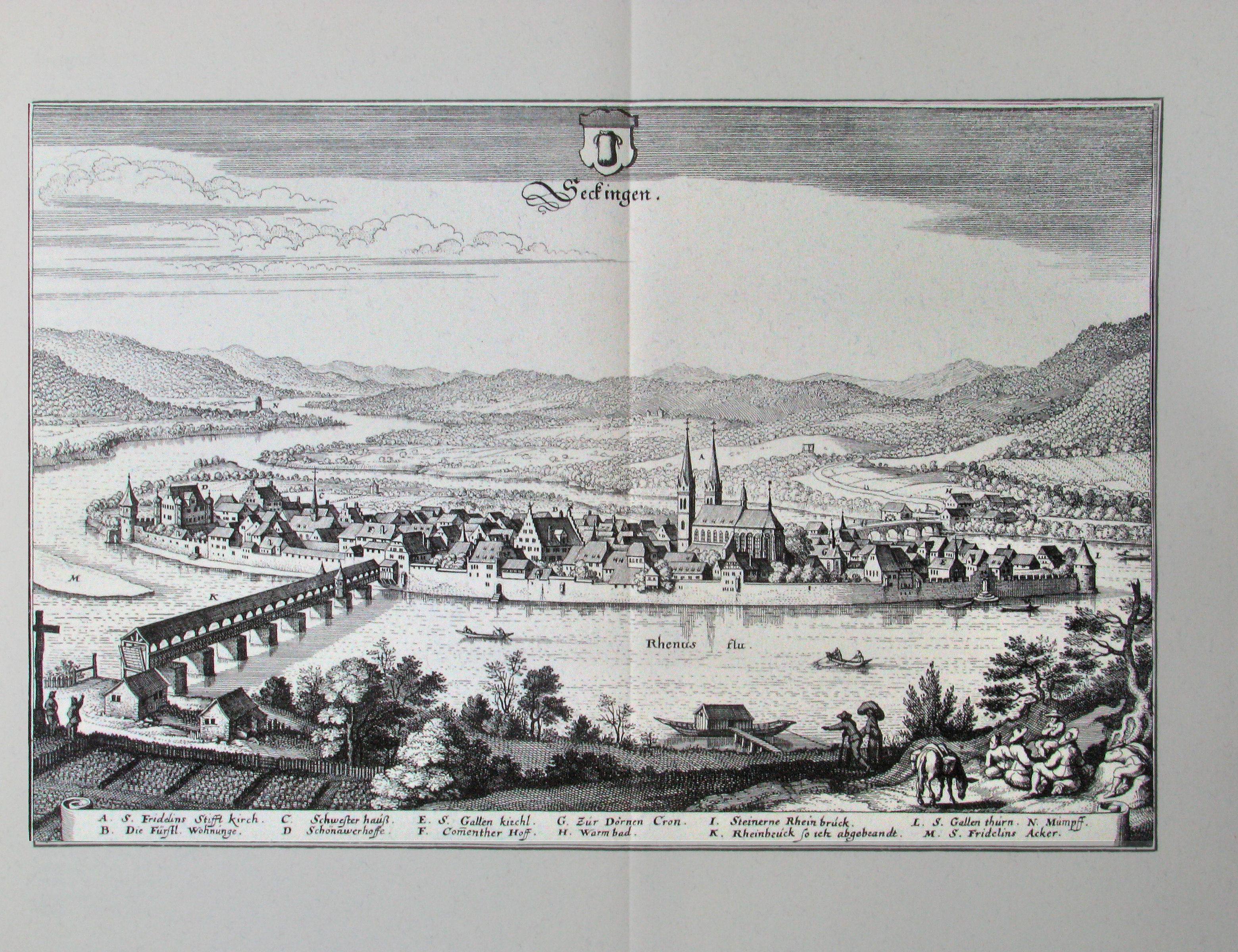
Rheininsel Säckingen von Süden 1663

Rheininsel Säckingen von Norden ca. 1825

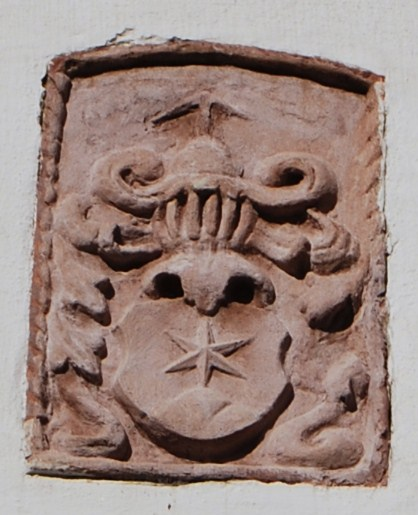
Wappenstein der Äbtissin Agathe Hegenzer von Wasserstelz

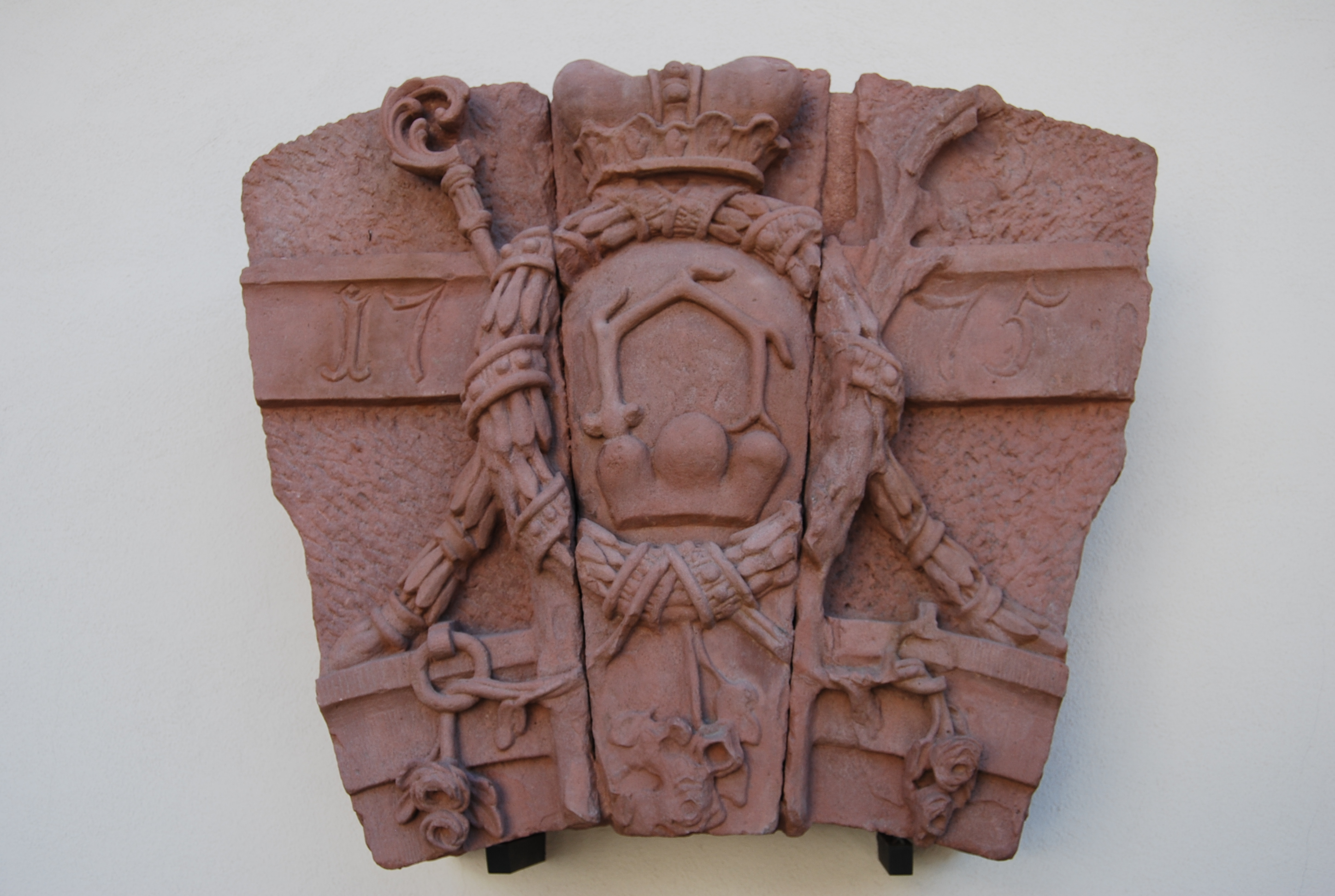
Wappenstein der Äbtissin Marianna Franziska von Hornstein

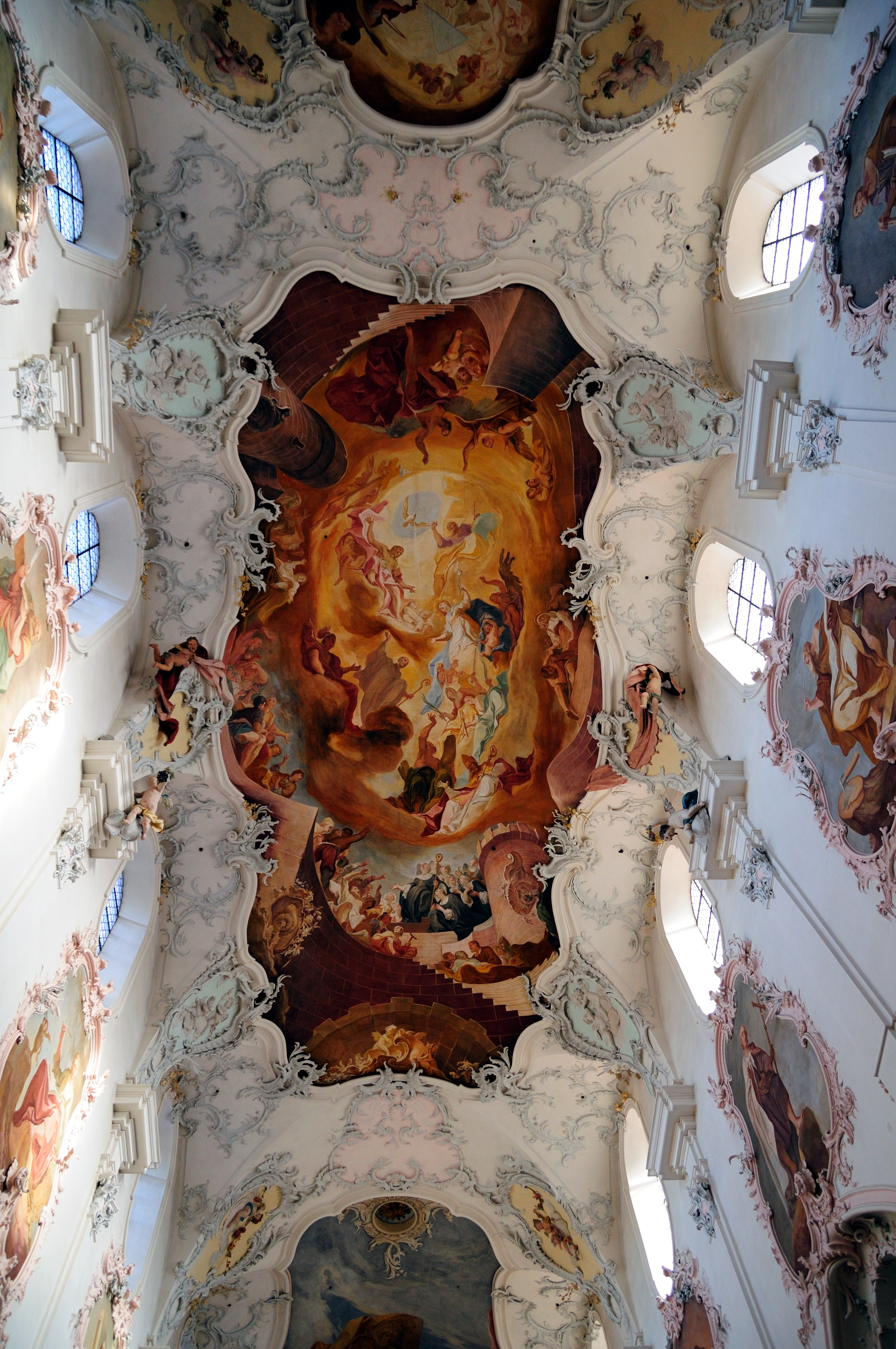
Deckenfresko des Fridolinsmünsters

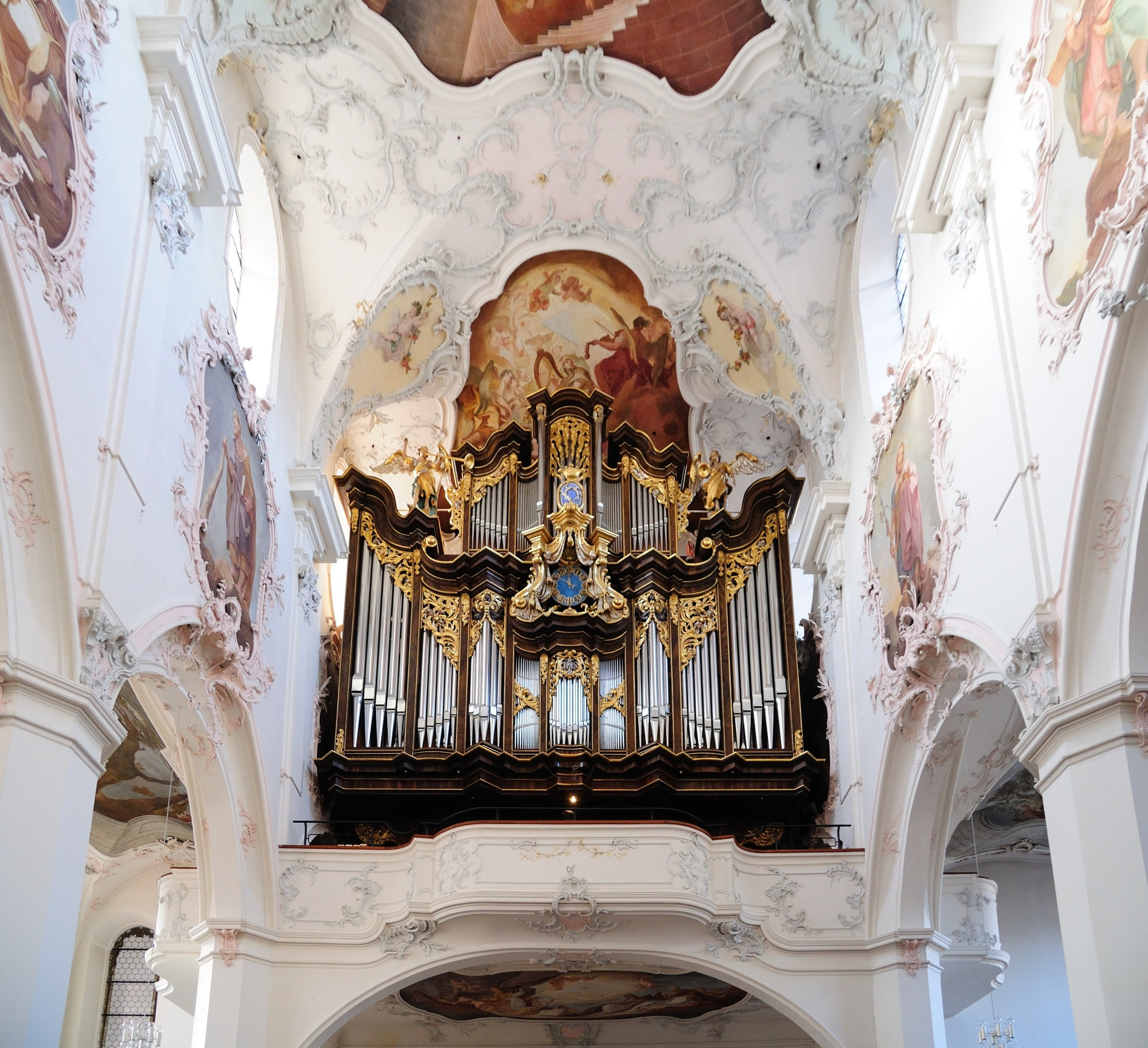
Orgel

### Gründungsgeschichte
Das Kloster Säckingen wurde angeblich unter dem Schutz des Franken-Königs Chlodwig I. (466–511) im 6. Jahrhundert gegründet. Stumpf datiert das Gründungsjahr auf das Jahr 495, allgemein jedoch gilt das Gründungsjahr 522, welches jedoch von einigen Historikern in Frage gestellt wird, die annehmen, dass die Gründung nicht auf die Zeit Chlodwigs I., sondern auf Chlodwig II. (634–657) zurückgeht. Nach dem heutigen Stand der Forschung jedoch ist das Leben des heiligen Fridolin, der als Gründer des Klosters gilt, eher im 6. als im 7. Jahrhundert anzusiedeln, was wiederum den alten Überlieferungen entspricht.
Der Gründungslegende nach schickte Papst Coelestin I. im 5. Jahrhundert Mönche nach „Erin“ (Irland), um dort die Menschen vom christlichen Glauben zu überzeugen. Der Missionar Patrizius gründete dort im Jahre 472 das Erzbistum Armagh. Aus der dortigen Klosterschule soll der um das Jahr 480 geborene Fridolin hervorgegangen sein. Von Poitiers in Gallien aus begab dieser sich im Jahre 507 zur damaligen Hofstatt des Königs Chlodwig I. nach Orléans, um dort Gelder für den Wiederaufbau des zerstörten Klosters und der Kirche von Poitiers zu erbitten, die Chlodwig I. schließlich gewährte. Nachdem dieses Werk vollbracht war, wollte Fridolin seine Missionsarbeit in anderen Gebieten fortsetzen. Chlodwig versicherte ihm bei einem erneuten Besuch im Jahre 511 seinen Schutz und stellte ihm die entsprechenden Geleitbriefe aus. Von Portiers aus zog er über Metz und über die Vogesen nach Straßburg. Weiter führte sein Weg nach Chur, bis er schließlich um das Jahr 522 die Rheininsel bei Säckingen entdeckte und dort eine Kirche und eine Missionsstätte zu Ehren des heiligen Hilarius von Poitiers errichtete. Auf seiner Wanderung traf er die Brüder Ursus und Landolphus, die als besondere Wohltäter Fridolins auftraten.
Obgleich die Gründungsperiode zu Zeiten Chlodwigs I. heute teilweise in Frage gestellt wird, spricht dennoch einiges dafür, dass das Kloster Säckingen in der Tat um diese Zeit gegründet worden sein könnte. Nach den Entscheidungsschlachten der Franken gegen die Alamannen in den Jahren 496 (Schlacht von Zülpich) und 506 (Schlacht bei Straßburg) benötigten die Franken einen Vorposten zur Ausbreitung ihrer Macht im Stammesgebiet der Alamannen. Die Gründung eines Klosters auf der gut zu verteidigenden Rheininsel bei Säckingen bot sich als mögliches Instrument hierfür an.
Die Alamannen im rechtsrheinischen Gebiet im Süden unterstellten sich nach der Schlacht bei Straßburg dem Schutz der Ostgoten. Demnach hatte Chlodwig I. wohl kaum die Möglichkeit, über dieses Gebiet zu verfügen oder gar Schenkungen auf diesem Gebiet zu machen. Das linksrheinische Gebiet lag jedoch nach Unterwerfung und Umsiedlung der Burgunden spätestens ab dem Jahr 500 im fränkischen Machtbereich. Schäfer vertritt die Ansicht, dass sich bei Säckingen eine römische, rechtsrheinische Enklave erhalten hatte, die im Osten bis zur Südschwarzwälder Alb und im Westen bis zur Wehra reichte, welche bis zur Machtübernahme der Franken von diesen übernommen werden konnte. Demnach gehörte Säckingen und die dortige Rheininsel damals zum linksrheinischen Burgund, wodurch die Voraussetzung für die Schenkung zur Zeit Chlodwigs I. und die Klostergründung wenige Jahre danach gegeben war. Einen geschichtlichen Kern für die frühe Gründung sehen Jehle und Englert in der Unterstützung des merowingischen Königtums und deren Nachfolger, den Karolingern und Ottonen, worin es als königseigenes Kloster erscheint. Eine Siedlung befand sich bereits zu Zeiten der Römer in Säckingen, wie man den Berichten des Historikers Ammianus Marcellinus entnehmen kann. Seinen Aufzeichnungen nach wurde im Jahr 360 der Heerführer comes Libino gegen den bündnisbrüchigen Alamannenstamm der Breisgauer (lateinisch Brisgavi) entsandt, der jedoch bereits beim ersten Treffen auf den Feind in Säckingen „prope oppidum Sanctio“ den Tod fand. Schließt man nun daraus, dass Säckingen eine römische Gründung ist, könnten Teile der dortigen Bevölkerung bereits zur fraglichen Gründungszeit christianisiert gewesen sein. Wie Schaubinger erwähnt, führte der Gang Fridolins über das in Rätien gelegene Chur, dem Vorposten des Ostgotenreichs, das kurze Zeit nach dem vermeintlichen Gründungsjahr 522 zusammen mit dem Protektorat über die Alamannen in fränkische Vorherrschaft überging.
Nach Brandmüller ist das Kloster in Säckingen das älteste Kloster im Raum Alemanniens. Dies bestätigen auch Wehling und Weber. Sie datieren die Gründung des Klosters Säckingen um das Jahr 600, noch vor der Gründung der Klosterzelle St. Gallen im Jahre 612. Chlodwig II. wurde jedoch erst im Jahre 634 geboren.

### 6. bis 10. Jahrhundert
Das Stift unterstand dem Bistum Konstanz, dessen rechtsrheinische Grenzen bis einschließlich Kleinbasel reichten. Ays spricht sich dafür aus, dass das Kloster Säckingen dem Alamannenbistum Vindonissa (Windisch) unterstand, was somit für die Gründung des Klosters im 6. Jahrhundert spräche, da dieses Bistum noch vor der Zeit Chlodwig II. nach Konstanz verlegt wurde. Leider fehlen dazu Quellenangaben, worauf er seine Aussage stützt. Als gesichert hingegen gilt, dass das Königskloster Säckingen gute Beziehungen zu Poitiers und zum fränkischen Königshof pflegte, dem es direkt unterstand und von welchem es mit reichlichen Besitzungen ausgestattet wurde. Zeitweise fungierte das Kloster Säckingen neben Basel, Zürich und dem Kloster Reichenau als Königspfalz am Hochrhein.
Von den Brüdern Ursus und Landolphus soll das Kloster Säckingen noch zu Lebzeiten Fridolins seinen umfangreichen Besitz in Glarus erhalten haben. Neuere Forschungen datieren den Erwerb des Glarnertals durch das Stift Säckingen wesentlich später. Demnach soll das Glarnerland erst Mitte des 8. Jahrhunderts an das Kloster Säckingen gekommen sein. Im 7. Jahrhundert war das Stift an der Erschließung des Schwarzwaldes beteiligt. Von Hochsal aus unternahm das Stift Säckingen Siedlungsvorstöße bis weit in den Schwarzwald hinein, die bis Herrischried reichten wo eine Fronmühle entstand. Das Stift legte Höfe an, aus denen die Dörfer Rippolingen, Harpolingen, Niederhof, Oberhof, Hänner, Binzgen und Rotzel entstanden.
Den weitaus autonomen Status, den die Alemannen unter den merowingischen Königen genossen, versuchten die Karolinger im 8. Jahrhundert zu beseitigen. Beim Blutgericht zu Cannstatt im Jahre 746 wurde auf Veranlassung des fränkischen Hausmeiers Karlmann nahezu die gesamte Führungsschicht der Alemannen ausgelöscht. Ziel dieser Aktion war die vollständige Unterwerfung der Alemannen. Klöster wurden nun zu Machtinstrumenten der karolingischen Herrschaft. Um einer Enteignung durch die Karolinger zu entgehen, vermachten nun viele Alemannen ihren Besitz einem ihnen zugeneigten Kloster. Im Gegenzug dafür erhielten sie ihren Besitz wieder in Form eines Lehens zurück, womit eine drohende Enteignung umgangen werden konnte. Dem Kloster St. Gallen, welchem zunächst mehrheitlich rätische Mönche angehörten, folgten im 8. und 9. Jahrhundert verstärkt alemannische Adelsfamilien. Es entwickelte sich somit zur „Fluchtburg“ für den alemannischen Adel und dessen Besitz. Das mitten im Gebiet der Alemannen gelegene Stift Säckingen entwickelte sich hingegen zur karolingischen Bastion, wie man in den Folgejahren an den Mitgliedern des fränkischen Hochadels unschwer erkennen kann. So soll Heilwig, die Gattin Welfs I. und Äbtissin in Chelles, ebenfalls Äbtissin des Damenstifts Säckingen gewesen sein.
Eine Urkunde vom 10. Februar 878, worin Karl III. bestätigt, dass seine Schwester Bertha, die Tochter Ludwigs II., Äbtissin des Damenstifts Säckingen sei und er seine Gemahlin Richardis als deren Nachfolgerin bestimmt, ist gleichzeitig die erste urkundliche Erwähnung Säckingens quod dicitur Seckinga.
Das Herrenkloster des einstigen Doppelklosters Säckingen – es ist von Chorherren und Mönchen die Rede – scheint bereits im 10. Jahrhundert aufgelöst worden zu sein. Im 11. Jahrhundert werden Chorherren und Mönche nicht mehr erwähnt. Von da an erscheinen lediglich Kapläne, die die priesterlichen Aufgaben für die weiblichen Insassen übernahmen. Wie die Führung des Klosterverbandes erfolgte, kann aufgrund des Urkundenmangels aus dieser Zeit nicht mehr zweifelsfrei rekonstruiert werden. Dennoch darf angenommen werden, dass die Gesamtführung des Klosters, ähnlich dem Doppelkloster in Zürich, der Äbtissin unterstand.
Von den Einfällen der Ungarn, die in den Jahren 917 und 926 brandschatzend und mordend das Herzogtum Schwaben entlang Bodensee und Hochrhein verheerten, blieb auch das Damenstift Säckingen nicht verschont; es wurde zerstört und geplündert.
Otto der Große bestimmte, dass die Insel Ufnau, welche dem Damenstift Säckingen gehörte, als Schenkung an das Kloster Einsiedeln gehen sollte. Im Gegenzug dafür vermachte er dem Damenstift in einer Urkunde vom 23. Januar 965 die Orte Weesen, Walenstadt und Schaan und verlieh darüber hinaus dem Stift das volle Immunitätsrecht. Doch Beata, die Tochter Rachinberts und Gemahlin Landolds, schenkte die Insel Ufnau „Hupinauia“ am 19. November 741 zunächst dem Kloster St. Gallen. Wie es von dort an das Damenstift Säckingen kam, ist unklar. Möglich ist, dass die Insel von St. Gallen aus an die Eberhardinger und danach durch die Äbtissin Regelinda an das Damenstift kam.

### 11. bis 15. Jahrhundert
Tschudi berichtet in seiner Chronik, dass am 29. März 1029 die Äbtissin Berta (Berchta) das Meieramt über die Besitzungen in Glarus an Rudolf von Glarus übertrug. Er berichtet weiter, dass sich Rudolf von Glarus danach „Schudin“ (Tschudi) nannte. Dieses Geschlecht blieb über viele Generationen hinweg im Besitz des Glarner Meieramt des Stiftes. Der von Tschudi ins Deutsch übersetzte Lehensrevers endet wörtlich: „… hab ich min Insigel an diesen Brieff geton/ der geben ist am 29. Tag Merzen/ geschehen im Kloster zu Seckingen Anno Domini 1029 in der 12. Zinszal / als Pabst Johann der XX. die Apostolisch Kilch regiert/ und Keiser Cunrat richsnet/ Warmannus (Warmann von Dillingen) Bischoff zu Costenz und Ernst Durchlüchtiger Herzog in Alamannien was; Zügen so zugegen gewäsen: Herman von Wessenberg Fryherr/ Rudolff von Bilstein, Arnold von Mandach Edelknecht, und Berchtold/ der Pfarrer zu Louffenberg und ander vil.“
Im Jahre 1065 tritt Graf Arnold von Lenzburg als Schirmvogt über das Stift Säckingen sowie Laufenburg auf. Nach dem Aussterben der Grafen von Lenzburg im Jahre 1072 warb Kaiser Friedrich 1173 persönlich bei der Äbtissin und den Kapitelfrauen und Herren darum, die Schirmvogtei über das Stift sowie die dazugehörenden „Lüt und Land, Glarus, Seckingen Lauffenberg und andern Fläcken“ auf seinen Sohn den Pfalzgrafen Otto I. von Burgund zu übertragen, ein Vorgang „das von Alter har nie gewesen/ dann allein ein Römischer Künig oder Keiser selbs vorhar Ir Cast-Vogt was.“ Somit war vermutlich bereits die Übertragung der Kastvogtei an seinen Parteigänger Arnold von Lenzburg gegen dieses Recht. Tschudi widerspricht der Aussage des Johannes Nauclerus der behauptet, dass die Schirmvogtei über das Stift Säckingen sowie die Kastvogteien über Zürich und Zürichgau an Graf Albrecht von Habsburg ging, der mit der alleinigen Erbtochter Ita von Pfullendorf verheiratet war. Lediglich die niedere Gerichtsbarkeit in den Ortschaften Dietikon und Schlieren wurden damals Albrecht übertragen. Tschudi beschuldigt darin auch Barbarossa habe viele Vogteien über Stifte und Gotteshäuser die dem Reich gehörten seinen Kindern übereignete.
Nach dem Tod Rudolfs von Pfullendorf wurde dessen Erbe zwischen den Habsburgern und den Hohenstaufern aufgeteilt. Was die Habsburger dabei erhielten tauschte der Kaiser gegen die Grafschaft im Zürichgau, die Kastvogtei von Säckingen und gegen Hofgüter des Kaisers. Der Sohn Albrechts und Ita’s, Rudolf, konnte erzwingen, dass das Damenstift Säckingen den Habsburgern von nun an als Lehen übertragen wurde. Rudolf von Habsburg lag wegen der Stadt Laufenburg im Streit, bei dem am 4. September 1207, unter Vermittlung Arnold von Wart und Freiherr Konrad von Krenkingen, ein Vergleich erzielt werden konnte.
1254 beauftragte der Basler Bischof Berthold die Äbtissin von Säckingen, Anna von Pfirt, die Nichte des Grafen Ulrich von Pfirt, sich vorübergehend des durch Böswilligkeiten der Vögte und von Feinden der Kirche bedrängten und verkommenen Nonnenklosters Masmünster (Vallis masonis) anzunehmen. Anna verzichtete am 1. Dezember 1260 auf die Ansprüche des Stifts an den von Walther von Klingen dem Bistum Konstanz und dem Deutschen Orden geschenkten Waldungen bei Wehr (Baden). Walther von Klingen hatte die Herrschaft Wehr geerbt und große Teile davon dem Kloster Klingental, der Deutschordenskommende Beuggen und dem Bistum Konstanz vermacht.
Am 17. August 1272 brach im Haus eines Bäckers in Säckingen ein Feuer aus, das sich rasch über die gesamte Stadt ausbreitete und bis auf die Pfarrkirche des Heiligen Petrus und einige wenige Häuser alles in Schutt und Asche legte. Dem Brand fiel auch das Archiv des Stiftes zum Opfer, weshalb heute kaum Urkunden vor dieser Zeit über das Stift erhalten geblieben sind. Die Gebeine des Heiligen Fridolin sollen dabei nicht zu Schaden gekommen sein. Äbtissin Anna aus dem Hause Pfirt entschied, diese Eberhard von Habsburg und dem Sohn seines verstorbenen Bruders Gottfried I., Rudolf III., und nicht dem Bischof von Basel anzuvertrauen, mit dem Rudolf IV. von Habsburg in Fehde lag. Es wird beschrieben, dass Rudolf den Sarg mit den Gebeinen Fridolins nach Laufenburg führte, um diese dort bis zum Wiederaufbau zu verwahren. Die Stiftsdamen waren bis zum Wiederaufbau des Konvents ebenfalls in Laufenburg untergebracht. Rudolf von Habsburg stiftete ein ewiges Licht, welches durch den „Tullen“-Zehnt (tillen = Bretter) der Kirche in Waldkirch bei Waldshut finanziert wurde. Aus dem Pfandrodel, den Rudolf von Habsburg im Jahr 1281 erstellen ließ, geht hervor, dass er ebenfalls veranlasste, dass die Einnahmen des Zolls zu Hauenstein für den Wiederaufbau der durch den Brand zerstörten Stadtmauer verwendet werden sollen.
Noch im Jahr der Königskrönung Rudolfs 1273 schrieben er und die Äbtissin von Säckingen Anna von Pfirt einen Brief an Bischof Eberhard von Konstanz betreffend die Weihung „post festum“ (im Nachhinein) der von den Glarnern errichteten Kirche in Glarus. Darin anerkannte Rudolf indirekt, dass das Stift allein dem deutschen Reich untersteht und das niemand anderer als der deutsche König oder Kaiser die Kastvogtei haben dürfe, wie dies der König „Clodovei Magni“ (Chlodwig der Große) im Jahre 500 eingeführt hatte. Zur Verwaltung des Klosters scheint von den Habsburgern einen Pfleger eingesetzt worden zu sein. In dieser Funktion erscheint 1294 ein „bruder Berchtolden von Henere“ (wohl Hänner) in einer Kaufurkunde eines Hofes vom Kloster Klingental.
Die rechtsrheinischen Besitzungen des Stifts Säckingen am Oberrhein reichten von Hauenstein über Schwörstadt bis Müllheim im Markgräflerland. Der Hollwanger Hof bei Riedmatt gehörte ebenfalls zum Damenstift. Diesen Hof stiftete vermutlich Walther von Klingen den Säckinger Ordensschwestern, welche im Jahre 1289 in Erscheinung traten, als Ritter Ulrich von Rotelstorf seinen Lehensanspruch auf den Hollwanger Hof der Deutschordenskommende von Beuggen übergab. „Äbtissin Anna und der ganze Convent“ übertrugen somit das Lehen für 5 Schilling Häller jährlich der Deutschordenskommende Beuggen. Möglich ist, dass das Stift Säckingen später die Rechte an diesem Hof an das Zisterzienserinnenkloster in Olsberg übertrug, wo 1296 die dortige Äbtissin Agnesa die „in banno et villa Halderwang“ auftritt. Durch Verordnung von Herzog Albrecht von Österreich, dem späteren König, wurden die Pfarrrektoren der Pfarreien Hornussen, Mettau, Murg, Rheinsulz und Zuzgen angewiesen, in Säckingen Residenz zu nehmen. Dies führte später zu Unmut in den dortigen Pfarrgemeinden, die sich dadurch nicht mit ausreichendem geistlichen Beistand vertreten fühlten.
In Rheinfelden erhob König Albrecht I. am 4. April 1307 die Äbtissin von Säckingen in den Reichsfürstenstand und verlieh ihr die Reichsregalien. In einer Urkunde aus dem gleichen Jahr wird die Äbtissin des Damenstifts Säckingen erstmals als Fürstin bezeichnet. Die Urkunde beginnt wie folgt: „Die ehrwürdige Frau Elisabeth von Bussnang seine allerliebste Fürstin und Baase …“ Dank guter Führung war der Zulauf zum Damenstift Säckingen Anfang des 14. Jahrhunderts so groß, dass die damalige Äbtissin Adelheit von Ulingen mit Zustimmung des Kapitels beschloss, die Anzahl der Stiftsdamen auf 25 zu begrenzen. Um die finanzielle Situation des Klosters zu verbessern, veranlasste der Straßburger Bischof Berthold von Buchegg, dass dem Damenstift der Zehnt und die Pfarrgefälle von Ulm und Renchen zufallen sollten.
Die Freude an der neuen Stiftskirche währte nicht lange. Bereits 1334 brannte es wieder in Säckingen, wobei die Stiftskirche erneut dem Feuer zum Opfer fiel. Die Äbtissin Agnes von Brandis veranlasste den Neubau einer neuen Stiftskirche, woran auch das verheerende Hochwasser im Jahr 1343 nichts änderte. Folge dieses Hochwassers war der Bau des Gallusturms, der mit seinen meterdicken Mauern der Stadt und dem Kloster nicht nur militärische, sondern auch Sicherheit vor erneuten Hochwassern brachte. Die Neue Stiftskirche, das Fridolinsmünster, wurde 1360 vom Konstanzer Bischof Heinrich von Brandis feierlich eingeweiht. Rudolf IV. von Habsburg veranlasste 1356 die Öffnung des Fridolin-Sarges, worüber er ein Protokoll erstellen ließ. Dabei entnahm er einige Reliquien des Heiligen für den Stephansdom in Wien.

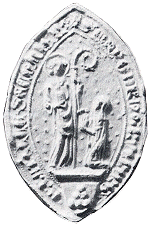
Siegel der Äbtissin Margaretha von Grünenberg

Indessen eskalierte der Konflikt zwischen dem Meieramt von Glarus und dem von den Habsburgern eingesetzten Meier Walter von Stadion. 1352 kam es zu einer kriegerischen Auseinandersetzung, wobei Walter von Stadion von den Glarnern erschlagen und die stiftseigene Burg in Näfels vollständig zerstört wurde. Die von der Habsburger Vorherrschaft verbitterten Glarner lehnten sich nun an die erstarkende Eidgenossenschaft an. Dies führte nun zum offenen Konflikt mit den Habsburgern, woran auch der zur Schlichtung herbeigerufene römische Kaiser Karl IV. nicht viel ändern konnte. Erst nach dem Tode Albrechts im Jahre 1358 entspannte sich die Lage zwischen den beiden Streitparteien wieder. Albrechts Nachfolger wurde sein Sohn Rudolf IV., der eine weniger aggressive Politik verfolgte. Diese friedliche Politik wurde jedoch von den eingesetzten Landvögten Peter von Thorberg und Egloff von Ems wieder zunichtegemacht. So kam es, dass 1386 bei der Schlacht bei Sempach Glarner Volksleute gegen die Habsburger kämpften. Der Vergeltungsversuch der Habsburger im Jahre 1388 in der Schlacht bei Näfels besiegelte die Abkehr der Glarner. Nachdem sie nun die Landeshoheit vollständig an sich gezogen hatten, wollten sie sich auch der Verbindlichkeiten gegenüber dem Damenstift Säckingen entledigen. Dazu wurde zwischen Säckingen und Glarus im Jahre 1390 ein Loskaufvertrag geschlossen. Davon ausgenommen waren zunächst lediglich der stiftseigene Hof in Glarus mit den damit verbundenen jährlichen Zinsen und der Kirchenschatz zu Glarus, die jedoch nach weiteren Verhandlungen im Jahre 1395 ebenfalls losgekauft wurden. Nicht betroffen davon war die Belehnung des Zehnten, der tatsächlich bis zur Säkularisation im Jahre 1806 an Zürich entrichtet wurde. Zu bemerken ist, dass sich die Feindseligkeiten der Glarner zunächst eigentlich nicht gegen das Damenstift, sondern lediglich gegen die Habsburger richteten.
Wie es scheint, gab es zu dieser Zeit nicht nur Misshelligkeiten mit Glarner Untertanen, sondern auch mit den Untertanen der Stadt Säckingen; das geht aus einem Entschädigungsvergleich vom 3. Oktober 1385 zwischen der Stadt Säckingen, vertreten durch den Schultheißen und den Rat, und der Äbtissin Claranna von Hohenklingen hervor. Dabei sollen die Bürger auf Befehl des Herzogs von Österreich ins Kloster eingedrungen sein, den Keller aufgebrochen und den darin befindlichen Wein geraubt haben.
1379 erhielt das Damenstift den Zoll zu Frick als Schenkung des Grafen Sigmund von Thierstein, der mit dem Basler Bischof Johannes von Vienna im Streit lag. Der Geschichte zur Folge soll ein Anhänger des Bischofs, Henmann von Bechburg, Graf Sigmund gefangen genommen haben, um ihn dem Bischof aushändigen. Ihm gelang jedoch die Flucht, und, wie er selbst schrieb, wurde durch „Gott und St. Fridli wieder errettet“. Zum Dank seiner „Errettung“ veranlasste er die Stiftung.
1409 räumte Markgraf Rudolf III. von Hachberg-Sausenberg der Äbtissin des Damenstift, Claranna von der Hohenklingen, das bislang strittige Recht auf die niedere Gerichtsbarkeit im Zwing und Bann Stetten ein.
Wie weit der Einfluss des Klosters reichte, zeigt eine Urkunde vom 3. Mai 1453 der damaligen Äbtissin Agnes von Sulz. Darin wurde auf Veranlassung des Bischofs Ruprecht von Straßburg vereinbart, dass die Äbtissin kraft des ihr zustehenden Patronatsrechts das Kirchspiel Ulm von der Leutpriesterrei Renchen trennt.

### 16. Jahrhundert bis zur Auflösung
Das Damenstift war zur Reformationszeit in zwei Lager gespalten. Ein Teil der Klosterdamen tendierte zur neuen Glaubenslehre, wohingegen der andere Teil an der alten Lehre fest hielt, so auch die damalige Äbtissin Anna von Falkenstein (1508–1534). Die Stiftsdamen Magdalena von Freiberg und Magdalena von Hausen wurden bestraft, weil sie auch nach Drängen der Äbtissin der lutherischen Lehre nicht absagen wollten.
Während des Deutschen Bauernkriegs wurde das Damenstift Säckingen nicht direkt angegriffen. Die Bürger der Städte Säckingen und Laufenburg sicherten die Stadt gegen den von Kunz Jehle angeführten Schwarzwälder Haufen erfolgreich ab. Die Aufständischen richteten stattdessen ihr Hauptaugenmerk auf das in der Nähe liegende Benediktinerkloster St. Blasien, welches dabei total verwüstet wurde.
Nach dem Tod der Äbtissin Kunigunde von Hohengeroldseck im Jahre 1543 zählte das Damenstift Säckingen gerade noch zwei Stiftsdamen und drei Chorherren. Die Kirchenreform ging auch am Damenstift Säckingen nicht spurlos vorüber. Es wurde von „geistlichem Verfall“ berichtet, der soweit führte, dass von 1548 bis 1550 keine Stiftsdame mehr im Damenstift Säckingen wohnte. Kaiser Ferdinand I. nahm sich dieser Sache persönlich an und befahl dem Konstanzer Bischof Christoph Metzler von Andelberg, wieder für Ordnung im Damenstift Säckingen zu sorgen. Dieser schickte seinen Generalvikar nach Säckingen, um die Anschuldigungen zu untersuchen. Dabei stellte sich heraus, dass „darselbst ganz anders gelebt, gehaust und gehandelt wurde“ als dies die Statuten des Klosters vorsahen. Die Äbtissin hatte sich vom Wandel der Zeit hinreisen lassen und vergaß dabei die „klösterliche Zucht“ und ließ sich mit einem Diakon ein. Die beiden wollten heiraten, doch wurde dieses Vorhaben verraten, so dass der Diakon die Flucht ergreifen musste. Als die Äbtissin ihm folgte, wurde sie von den Bürgern festgehalten. Kaiser Ferdinand I. verurteilte sie daraufhin zur Haft in einem stiftseigenen Gebäude, dem „Alten Hof“, unter Aufsicht des damaligen Stiftsverwalters und Meiers Johann Jakob Freiherr von Schönau. Da sich die Äbtissin „hatte verführen lassen“, musste sie der abteilichen Würde entsagen.
Daraufhin wurde von den drei noch verbliebenen Chorherren des Dominikanerordens Agatha Hegenzer von Wasserstelz zur Äbtissin gewählt, die man eigens dafür vom Kloster St. Katharinental bei Diessenhofen geholt hatte. Dort an strenge Ordensregeln gewöhnt führte sie nun, zusammen mit Bischof Christoph, in Säckingen die Ordensregeln des Heiligen Augustinus ein. Dabei mussten die Damen die Gelübde der Armut, des Gehorsams und der Keuschheit ablegen. Zusätzlich wurde ihnen „alle Rückkehr in die Welt“ untersagt, ihnen all ihr Eigentum abgesprochen und weiteres. Diese strengen Ordensregeln stießen bei den noch vorhandenen Stiftsdamen auf großen Widerstand und so kam es, dass sich keine der Stiftsdamen zur Wiederaufnahme meldete. Unter der Leitung der neuen Äbtissin wurden auch umfangreiche Bauarbeiten ausgeführt. Dazu zählten neben einigen anderen Gebäuden auch die Errichtung eines neuen Abteihauses sowie das Kellerhaus in Birkingen, welche bis heute erhalten sind.
In den ersten Jahren des Dreißigjährigen Kriegs war das Stift Säckingen kaum vom Kriegsgeschehen betroffen. Dies änderte sich jedoch nachdem die Truppen des Schwedenkönigs Gustav Adolfs im Jahre 1632 bis an den Oberrhein vorgedrungen waren. Als 1632 Freiburg im Breisgau von den Schweden eingenommen wurde, flohen die Stiftsdamen mit den wertvollsten Gegenständen nach Baden zu den Eidgenossen, welche ihnen Schutz zusagten. So entgingen sie den schrecklichen Schlachten, die in der Gegend um Säckingen entbrannten. Nachdem es Erzherzog Ferdinand gelang, die Schweden am 6. September 1634 in der Schlacht bei Nördlingen zu schlagen, zogen diese wieder aus dem Oberrheingebiet ab, woraufhin auch die Stiftsdamen wieder nach Säckingen zurückkehrten. Bereits 1638 kamen erneut fremde Truppen ins Land. Verbündet mit den Franzosen zogen nun die Schweden unter der Führung von Bernhard von Sachsen-Weimar durch das Baselbiet bis in das Säckingische Fricktal. Die Fürstäbtissin Agnes von Greuth floh noch rechtzeitig in das Schloss der Freiherren von Roll nach Bernau. Am 3. Februar 1638 setzten die Franzosen vom Fricktal aus über den Rhein und besetzten Säckingen und Laufenburg und belagerten Rheinfelden. Das Stift musste daraufhin umfangreiche Kontributionszahlungen sowie Einquartierungen hinnehmen. Der Krieg zog sich bis 1648 hin, so dass sich die Äbtissin die meiste Zeit in Rapperswil aufhielt. Sie konnte erst 1651 zurückkehren, da die Franzosen Säckingen erst verließen, als sämtliche Kontributionszahlungen entrichtet waren.
1673 wurden die strengen Ordensregeln von der damaligen Äbtissin Maria Cleopha Schenk von Castell und dem Konstanzer Fürstbischof Franz Johann Vogt von Altensumerau und Prasberg wieder etwas gelockert um dem Stift den Nachwuchs zu sichern. Die neuen Ordensregeln führten zu einem erneuten Zustrom an Bewerberinnen, so dass sich der Konstanzer Bischof Johann Franz Schenk von Staufenberg im Jahre 1719 sogar genötigt sah, die Aufnahmekriterien (Adelsprobe) für die ohnehin nur aus Adelskreisen stammenden Damen zu verschärfen. Waren bisher vier adlige Ahnen von jeder Seite, also acht insgesamt, notwendig, um Aufnahme im Stift zu erlangen, wurden nun acht von jeder Seite, also insgesamt sechzehn adlige Vorfahren, verlangt.
Kurz nach Amtsantritt der Äbtissin Maria Cleopha Schenk von Castell im Jahre 1673 überfiel der französische König Ludwig XIV. Holland und eroberte es, woraufhin ihm der Deutsche Kaiser Leopold I. den Krieg erklärte. Dies blieb nicht ohne Folgen für das Damenstift Säckingen. Wiederum wurde das Gebiet am Oberrhein zum Kriegsschauplatz. Als die Franzosen 1675 Neuenburg am Rhein einnahmen, flohen die Damen des Stifts nach Klingnau. Als das Kriegsglück wieder eine Wende nahm, kehrten sie wieder zurück, mussten jedoch 1678 erneut die Flucht ergreifen, als Marschall François de Créquy die Stadt Rheinfelden belagerte. Als Créquy weiter rheinaufwärts zog, flohen die Stiftsdamen am 6. Juli 1678 in letzter Minute nach Böttstein. Bereits einen Tag später trafen rund 6000 Mann des französischen Heeres in Säckingen ein. Um ein Vorrücken über den Rhein zu verhindern, wurde die Säckinger Rheinbrücke von den kaiserlichen Truppen in Brand gesteckt. Daraufhin plünderten die Franzosen die Stadt Säckingen, steckten sie in Brand und zogen sich wieder nach Rheinfelden zurück. Das Stift wurde zwar nicht geplündert, da einige Offiziere Verwandte unter den Stiftsdamen hatten, doch die Flammen griffen auch auf die Kirche über und zerstörten dort unter anderem sämtliche Altäre. Das Stiftsgebäude selbst blieb von den Flammen verschont.
Der Österreichische Erbfolgekrieg machte Säckingen 1738 erneut zum Kriegsschauplatz. Wieder wurde mit dem wertvollsten Hab und Gut geflüchtet, wieder in das Schloss der Freiherren von Roll in Bernau. 1740 war Säckingen genötigt, Französische Truppen einzuquartieren. Als sich das Blatt wieder wendete, zogen die Franzosen ab und 1748 wurde Friede geschlossen.
1741 beugte sich die Äbtissin Maria Josefa Regina von Liebenfels, wie bereits das Kloster St. Blasien wenige Jahre zuvor, dem Druck der hauensteinischen Salpetererunruhen. Am 21. Februar unterzeichnete sie und die hauensteinischen Einungsmeister den Loskaufvertrag aus der Leibeigenschaft für eine Summe von 11500 Gulden.
1751 kam es durch eine Unvorsichtigkeit des Orgelbauers in der Stiftskirche zu einem Brand, der sich schnell auf das Langhaus und die Türme ausbreitete. Lediglich der Chor blieb von den Flammen verschont.

### Aufhebung des Klosters
Bereits am 8. August 1785 unternahm die vorderösterreichische Regierung in Freiburg den Versuch, das Damenstift Säckingen aufzulösen. Den Damen wurden per kaiserlicher Order befohlen, sich im von Kaiserin Maria Theresia 1755 gegründeten Freiweltlich Adeligen Damenstift Prag einzufinden. Die Äbtissin Marianna Franziska von Hornstein fuhr daraufhin im September 1785 an den Hof nach Wien, um dort schärfsten Protest gegen die Auflösungsentscheidung einzulegen. In einer Audienz bei Kaiser Joseph dem II. gelang es ihr, die Aufhebung des Stiftes rückgängig zu machen. Am 12. Januar 1786 erhielt das Stift einen neuen kaiserlichen Schutzbrief. Die Französische Revolution und die damit verbundenen Koalitionskriege brachten eine erneute Wende in der Geschichte des Klosters. So verlor das Stift durch die Folgen von Einquartierungen, Plünderungen und nicht zuletzt durch die im Friede von Lunéville geschlossenen Vereinbarungen – dazu gehörte unter anderem die Abtretung des Fricktals und des Breisgaus – seine finanzielle Grundlage. 1806 wurde es wie viele andere Klöster durch die Säkularisation aufgehoben.

## Liste der Äbtissinnen
Das Oberhaupt des Konvents bildete die Äbtissin (abgeleitet von Abt, spätlat.: abbas, aus hebr.: abba Vater). Sie war sowohl für die seelsorgerische als auch für die weltliche Leitung des Stifts verantwortlich.
| Name                     | Vorname(n)           | Geboren      | Gestorben         | Amtszeit                    | Anmerkungen |
| ------------------------ | -------------------- | ------------ | ----------------- | --------------------------- | --- |
| von Sachsen              | Heilwig              | um 778       | nach 833          | 826                         | Heilwig war die Tochter des Grafen Isenbart. Sie war die Gattin Welfs I. und Äbtissin in Chelles. Ihr gemeinsamer Sohn Konrad I. war Graf im Albgau, ihre gemeinsame Tochter Judith, Gattin Ludwigs des Frommen und eine weitere Tochter von ihr, Hemma war mit Ludwig dem Deutschen verheiratet. |
|                          | Bertha               | vor 839      | 26. März 877      | bis 877                     | Tochter Ludwigs des Deutschen und der Hemma von Altdorf, Schwester von Karl III., Hildegard, Karlmann, Ludwig III. dem Jüngeren, Irmgard von Chiemsee und Gisela (Gattin Bertholds I. von Schwaben). Sie war eine Urenkelin Kaiser Karls des Großen. Richardis, ihre Nachfolgerin, war ihre Schwägerin. |
|                          | Richardis            | um 840       | 18. September 893 | 877–893                     | Tochter des Erchanger, Graf von Nordgau, und Ehefrau Karls III. Berthold I. von Schwaben war ihr Bruder. |
|                          | Kunigunda            |              |                   | 893–                        | möglicherweise die Tochter Berchtholds I. von Schwaben. Diese starb am 7. Februar vermutlich im Jahr 915. |
|                          | Regelinda            |              | 958               | wohl nach 949 bis 958       | Großmutter Adelheids, der Frau Ottos des Großen und Ehefrau des Burchard II. (Schwaben) |
| von Schwaben             | Berta? (verm.)       | 931          | 2. Jan. 966       | eventuell bis 966           | Berta, Frau Rudolfs von Burgund, Tochter des Burchard II. (Schwaben). Urkundlich als Äbtissin von Säckingen nicht belegt! |
| von Burgund              | Adelheid? (verm.)    | 931          | 999               | eventuell bis 999           | Adelheid, Frau Ottos des Großen, Tochter des Königs Rudolf II. von Hochburgund tritt in einer Urkunde aus dem Jahr 965 als Intervenientin bei einem Gütertausch zwischen den Klöstern St. Gallen und Säckingen auf. Urkundlich als Äbtissin von Säckingen nicht belegt! |
|                          | Bertha               |              |                   | 1029                        | Glarner Lehensvertrag aus dem Jahr 1029 nennt als Äbtissin von Säckingen eine Bertha (Berchta) |
|                          | Elisabeth (Elßbeten) |              |                   | 1220                        | Ein Streit zwischen dem Glarner Meier Heinrich Tschudi und dem Kloster nennt 1220 eine gewisse Elßbeten als Äbtissin von Säckingen |
| von Pfirt                | Anna I               |              |                   | ca. 1256– nach 1. Dez. 1276 | Eine Äbtissin Anna wird urkundlich 1256 bei der Erteilung des Meyeramts zu Glarus an Diethelm von Windegg genannt. Eine Anna war Äbtissin zur Zeit des Brandes von 1272. Anna muss mindestens bis 1. Dezember 1276 gewesen sein wie eine Urkunde von diesem Datum beweist worin ein Erkenfrid der Sänger von Basel und Pfleger des Spitals in Säckingen schreibt: „…das ich mit rate und willen Annen der ebtischen von Sekkingen und als irs capitels und öch der spitalbrüder…“ |
| von Wessenberg           | Anna II              |              | 1306              | ca. 1285–1306               | Eine Äbtissin namens Anna, bei der es sich mit großer Wahrscheinlichkeit bereits um Anna von Wessenberg handelt, wird das Erblehen des Rheinsulz betreffend im Jahre 1285 erwähnt. Eine weitere, von Äbtissin Anna von Wessenberg ausgestellte Urkunde datiert vom 12. August 1291. |
| von Bussnang             | Elisabeth            |              | 13. Juni 1318     | 1306–1318                   | Stimmte nach der Ermordung Albrechts von Habsburg im Jahre 1308 dem Verkauf des Meieramts in Glarus durch Hartman von Windegg an Leopold und Friedrich von Habsburg zu. |
| von Ulingen              | Adelheit             |              |                   | 1318–1330                   | |
| von Brandis              | Agnes                |              |                   | 1330–1349                   | Wurde am 27. November 1330 von Bischof Rudolf von Konstanz als Äbtissin eingesetzt. Veranlasste den Neubau der Klosterkirche nach dem Brand von 1334. Weihe 1360 durch den Konstanzer Bischof Heinrich von Brandis. |
| von Grünenberg           | Margaretha           |              |                   | um 1355–1380                | Erscheint am 1. August 1356 als Äbtissin von Säckingen in einer Urkunde des Wilhelm von Hauenstein. Ebenso 1360; und 1367. |
| von der Hohenklingen     | Claranna             |              | 1422              | 1380–1422                   | Schließt am 3. Okt. 1385 Vertrag mit der Stadt Säckingen betreffend Entschädigung. 1409 räumte Markgraf Rudolf III. von Hachberg-Sausenberg der Äbtissin das bislang strittige Recht auf die niedere Gerichtsbarkeit im Zwing und Bann Stetten ein. Lehensbrief von 1414 |
| von Bussnang             | Margareth            |              | 1422              | 1422–1422                   | Starb im Laufe eines Monats |
| von der Hohenklingen     | Johanna              |              | 1431              | 1422–1428                   | |
| von Klingen              | Margaretha           |              | 1431              | 1428–1430                   | |
| von Geroldsegg           | Anastasia            |              | 1432              | 1430–1432                   | |
| von Sulz                 | Agnes                | 1409         | 1484              | 1432–1484                   | Lehensvertrag von 1454 |
| von Falkenstein          | Elisabeth            |              | 1508              | 1484–1508                   | Schutzbrief von 1495, Gnadenbrief von 1495 und 1500 von Kaiser Maximilian I. |
| von Falkenstein          | Anna                 |              | 24. April 1534    | 1508–1534                   | Vertrag von 1508 (Tochter des Thomas von Falkenstein und Ursula von Ramstein und Schwester von Elisabeth, der vormaligen Äbtissin) |
| von Hohengeroldseck      | Kunigunde            |              |                   | 1534–1543                   | Verleihung des Meieramts an Hans Jakob von Schönau, 1537 |
| von Hausen               | Magdalena            |              | 1551              | 1543–1548                   | Schreiben von 1544, Nennungen 1543 |
| Hegenzer von Wasserstelz | Agatha               |              | 21. März 1571     | 1550–1571                   | Johann Melchior Heggenzer von Wasserstelz war von 1537 bis 1559 Waldvogt der Grafschaft Hauenstein. Schreiben von 1560 und 1569 |
| von Sulzbach             | Maria Jakobea        |              | 1600              | 1571–1600                   | Stiftete das große Fenster „uff der rechten Seyten“ mit ihrem Wappen in der Pfarrkirche in Waldkirch |
| Giel von Gielsberg       | Ursula               |              | 1600              | 1600–1614                   | Schreiben von 1601 |
| Brümsin von Herblingen   | Maria                |              |                   | 1614–1621                   | Schreiben von 1618 |
| von Greuth               | Agnes                |              | 1658              | 1621–1658                   | Schreiben von 1623 und 1653 |
| von Schauenburg          | Franziska            | 1588         | 1672              | 1658–1672                   | Schreiben von 1658, Rechtshandel von 1667 |
| Schenk von Castell       | Maria Cleopha        |              |                   | 1672–1693                   | Führte 1673 neue Ordensregeln ein. Schreiben von 1677 |
| von Ostein               | Maria Regina         | 1643         | 1718              | 1693–1718                   | Schreiben von 1701 Vollendete den Ausbau des Münsters 1703. |
| von Liebenfels           | Maria Barbara        |              | 1738              | 1718–1730                   | |
| von Hallwyl              | Maria Magdalena      |              |                   | 1730–1734                   | |
| von Liebenfels           | Maria Josefa Regina  |              |                   | 1734–1753                   | genannt 1741; im ersten Jahr (1734) musste sie vor den Franzosen mit den Reliquien fliehen. Sie ließ das Münster ausschmücken. |
| von Roggenbach           | Helena               | 1734         |                   | 1753–1755                   | |
| von Hornstein-Göffingen  | Marianna Franziska   | 2. Juli 1723 | 27. Dezember 1809 | 1755–1806                   | Letzte Äbtissin des Damenstifts Säckingen |

## Weltliche Ämter des Klosters

### Schutzherren / Schirmvögte
Ursprünglich war es Aufgabe des Königs, den Schutz für das Land und dessen Bewohner sicherzustellen; dies galt umso mehr für das Kloster Säckingen, als es reichsunmittelbar war. Diesen Status der Reichsunmittelbarkeit wurde dem Kloster durch König Friedrich I. (Barbarossa) entzogen, indem er die Schirmvogtei seinem Parteigänger Ulrich von Lenzburg übertrug und sich nach dessen Tod im Jahre 1173 dafür einsetzte, dass die Kast- oder Schirmvogtei seinem Sohn Otto I. (Burgund) übertragen wurde. Damit verlor das Stift Säckingen faktisch seine Reichsunmittelbarkeit, weil nun Landesfürsten die Schirmvogtei ausübten, die einem Reichslehen, später gar einem habsburgischen Lehen ähnlich war. Von 1181 bis zur Säkularisation 1806 hatten die Habsburger die Schirmvogtei inne.
Diese Schutzpersonen oder Schirmvögte, wie man sie später nannte, erhielten zur Finanzierung ihrer Aufwendungen (militärische Schutzherrschaft und Ausübung der Rechtsprechung) ursprünglich lediglich einen Anteil an den verhängten Geldstrafen und Bußen, doch in der Folgezeit eigneten sie sich die Steuern, die dem Reich und dessen Oberhaupt zustanden, an und verhängten darüber hinaus weitere Abgaben für die einzelnen Orte und Bewohner. Nicht nur in Säckingen und nicht nur die Klöster verloren dadurch einen erheblichen Anteil an ihren Einkünften und Besitzungen.
Für die frühen Habsburger bedeutete die Kontrolle über die Marktorte Säckingen und Laufenburg den Erwerb zweier Brückenköpfe am rechten Rheinufer und damit den ersten Schritt ihres bis Mitte des 13. Jahrhunderts betriebenen territorialen Brückenschlages von ihren Stammlanden im Aargau über den Südschwarzwald (um 1235 erlangten sie auch die Vogtei über das Reichskloster St. Blasien) in die Oberrheinebene und von dort ins Oberelsass, wo ihr zweiter großer Besitzkomplex lag. Zum Zweck der militärischen Sicherung legten sie mit Zustimmung des Stiftes Wehranlagen auf dessen Territorium an, so etwa die Burg Hauenstein, und besetzten sie mit Ministerialen.

#### Liste der Schirmvögte (nach Friedrich I.)
Für das Kloster Säckingen sind folgende Schirmvögte bekannt:
- Friedrich I. (Barbarossa) als Deutscher König
- Ulrich von Lenzburg, bekannt aus Urkunden, 1063 bis 1172
- Otto I. (Burgund), 1173 bis 1181 (gem. Schulte ging die Vogtei bereits zu dieser Zeit an Albrecht von Habsburg mit Ausnahme der säckingischen Vogtei Glarus)[72]
- Albrecht von Habsburg, 1181 bis 1199
- Rudolf II. (Habsburg), 1199 bis 1232
- Albrecht von Habsburg, 1232 bis 1239
- Rudolf IV. von Habsburg, 1240 bis 1288 (Begründer der Linie Habsburg-Laufenburg)
- Albrecht und Rudolf von Habsburg, 1288 bis 1290
- Albrecht von Habsburg, 1288 bis 1308
- Friedrich und Leopold von Habsburg, 1308 bis 1326 resp. 1328

Das Meieramt Glarus wurde delegiert an Graf Friedrich von Toggenburg
- Albrecht und Otto von Habsburg, 1328 bis 1339 resp. 1358

Das Meieramt Glarus wurde 1329 an Herman von Landenberg delegiert, danach folgten Eberhard von Landenberg, Johann von Hallwyl, Ludwig von Rottenstein, Ludwig von Stadion und danach dessen Sohn Walter von Stadion.
- Rudolf IV. von Habsburg, 1358 bis 1365

Das Meieramt Glarus wurde 1362 durch Bischof Rudolf von Gurk an Peter von Thorberg bzw. ab 1367 an Ritter Egloff von Ems verliehen
- Leopold von Österreich, 1365 bis 1386
- Friedrich von Österreich, 1386 bis 1439
- Albrecht VI. (Österreich)
- Sigismund von Österreich
- Maximilian von Österreich, 1495 bis 1519
- Karl V., 1520 bis 1558
- Rudolf II., 1582 bis 1612
- Maximilian III. (Vorderösterreich), 1613 bis 1618
- Leopold V. (Österreich-Tirol) 1627, bis 1632
- Ferdinand III., 1652 bis
- Sigismund Franz (Österreich-Tirol)
- Kaiser Leopold I., 1666 bis 1705
- Kaiser Joseph I., 1708 bis
- Kaiser Karl VI.
- Kaiserin Maria Theresia, 1742 bis 1780
- Kaiser Joseph II., 1786 bis

### Meier des Stiftes
Die Besitzungen des Damenstifts in Säckingen waren weit zerstreut. Um diese entlegenen Besitzungen besser verwalten zu können, setzte das Stift lokale Verwalter ein, so genannte Meier. Die Meier übten die Niedergerichtsbarkeit im Namen des Klosters aus. Dieses Meieramt wurde teilweise auf Lebzeiten oder aber auch als erbliches Lehen übertragen. Meier für die Besitzungen in Glarus stellte über viele Generationen hinweg das Geschlecht der Tschudi. Nach den Tschudi folgte für kurze Zeit das Geschlecht von Windek (1253–1288), bis es schlussendlich ebenfalls an die Habsburger fiel.
Das Meieramt in Säckingen wurde in ein Großes und ein Kleines Meieramt unterteilt. Dabei wurde den Herren von Stein und nach diesen den Herren von Schönau das Große und den Herren von Wieladingen das Kleine Meieramt als erbliches Lehen übergeben. Aus einem Lehensrevers von 1333 des Edelknechts Ulrich von Wieladingen lässt sich der Umfang des kleinen Meieramts ersehen. Demnach gehörten zum kleinen Meieramt die Dinghöfe Hornussen, Murg, Oberhof, Herrischried, Stein und Schliengen. Eine Urkunde vom 30. November 1306 gibt einen kleinen Einblick in die Genealogie der Wieladinger. Dabei verkauften die Söhne des verstorbenen Ulrichs von Wieladingen, „Hartman von Wieladingen torherre ze Sekingen, Vlrich und Rudolf, gebrüder, hern Vlrichs seligen süne von Wieladingen, Ritters“ eine Weingülte in Schliengen zurück an das Stift. Das Kleine Meieramt kaufte das Stift im Jahre 1373 jedoch wieder für 875 Goldgulden von Hartman von Wieladingen zurück.

### Spichwärter
Die Stellung und Tätigkeit eines Spichwärters, spicularius seconiensis, entsprach in etwa der Tätigkeit eines Zentralverwalters, an den die Einkünfte der Höfe abgeliefert wurden. 1240 wird ein Konrad, 1301 ein Ulrich in dieser Stellung urkundlich erwähnt. Dieser Ulrich stammt vermutlich aus dem Geschlecht derer von Hauenstein, denn Johann von Hauenstein, der mit Anna von Buttink verheiratet war, trug danach das Amt des Speicherwartes zu Lehen. Obgleich dies ein sehr einträgliches Amt war, gab er dieses im Jahre 1311 wieder auf und zog sich zurück auf seine Burg und begnügte sich mit seinen übrigen Lehen- und Zinseinkünften.

## Die Klostergebäude

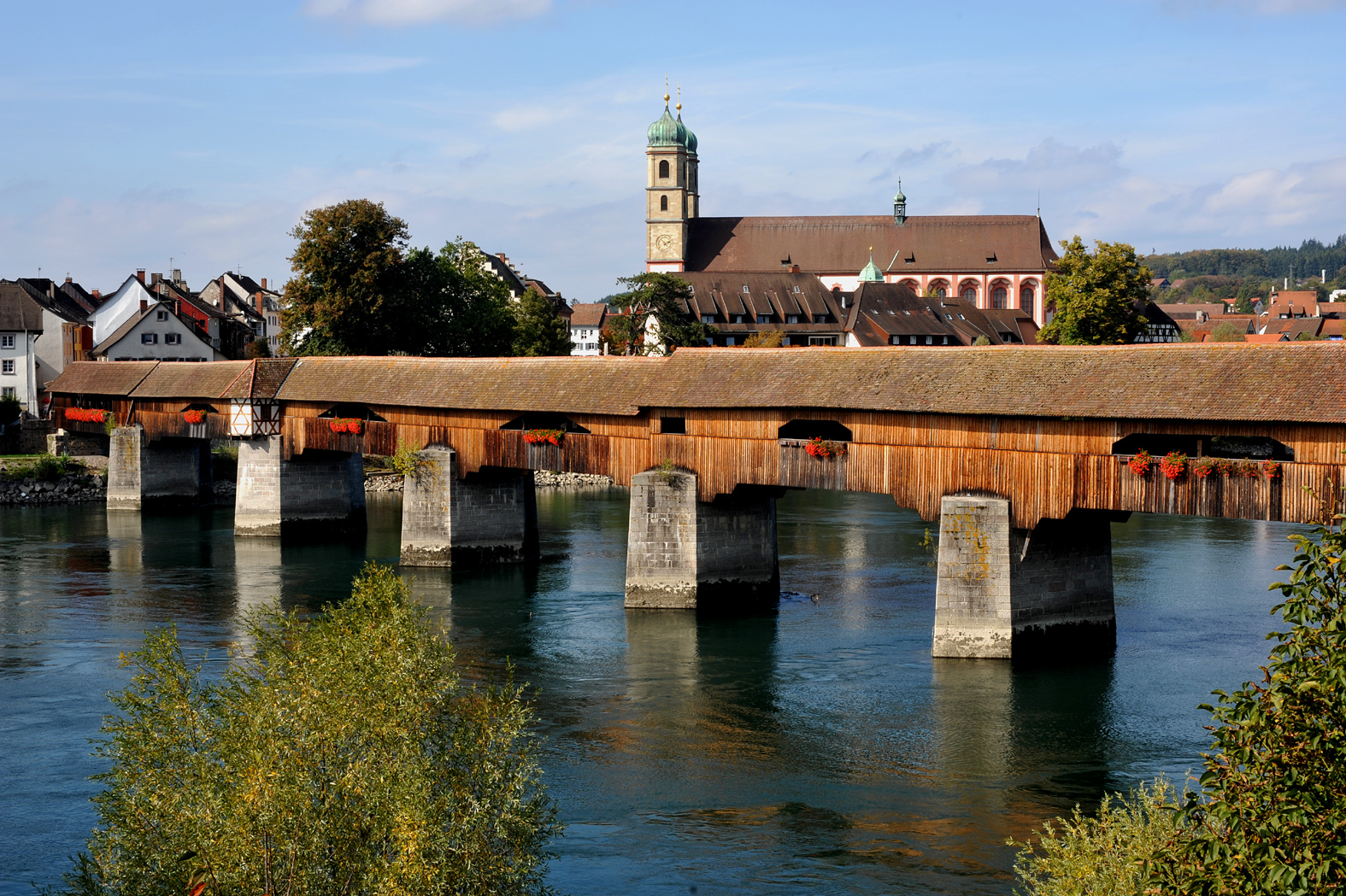
Alte Holzbrücke zur ehemaligen Klosterinsel

Ursprünglich war die gesamte Insel Säckingens Klostergebiet. Bis dahin verbanden zwei Brücken die Vorstadt mit der Rheininsel. Die Säckinger Rheininsel war im nördlichen Teil bebaut; der südliche Teil, die „Au“, wurde landwirtschaftlich genutzt. Der bebaute Teil mit seinem dreieckigen, nur wenige hundert Meter langen Grundriss war hauptsächlich von den Anlagen des Stifts bedeckt. Im Zentrum, dem heutigen Münsterplatz, lag der große „Seelhof“, die karolingische Königspfalz. Daneben verliefen die wenigen Straßen der kleinen Ansiedlung. Der Markt lag in der südlichen Steinbrückstraße, die bis ins 19. Jahrhundert Marktgasse hieß. Beherrschendes Bauwerk der Insel war das Fridolinsmünster, dessen romanischer Kirchenbau mit seinen 60 Metern Länge um 1000 n. Chr. einer der größten Bauwerke der Umgebung gewesen sein dürfte.
Nach und nach siedelten sich auf der Klosterinsel weitere Menschen an, so dass sich nach und nach die Stadt Säckingen daraus entwickelte. Nachdem der rechte Rheinarm im Jahre 1830 zugeschüttet wurde, ist heute nur noch schwer vorstellbar, wie die einstige Klosterinsel einmal aussah und welche Gebäude einst zum Kloster gehörten. Viele der ehemaligen Klostergebäude wurden beim Stadtbrand im Jahre 1678 zerstört.
Der ursprünglich bebaute Teil der Insel im 14. Jahrhundert verlief vom Gallusturm im Osten entlang der heutigen Rheinbadstraße in Richtung Westen. Die rechte Häuserreihe vom Gallusturm aus gesehen bildete den Abschluss zum rechten Rheinarm. Auf Höhe der Kreuzung Rheinbad- und Steinbrückstraße befand sich das Stadttor. Wie es der Name bereits andeutet, verlief die rechte Brücke an der Stelle der heutigen Steinbrückstraße Richtung Norden. Vom Stadttor aus, der heutigen Schützenstraße folgend bildete die linke Häuserreihe den Schlusspunkt der Stadt bis hin zur Kreuzung Scheffelstraße. Entlang der Scheffelstraße in Richtung Süden folgend bis zur Verlängerung quer durch den heutigen Park bis hin zum Diebesturm verlief die Stadtgrenze. Der westliche Teil der heutigen Scheffelstraße bildete die so genannte Au, die zu dieser Zeit lediglich landwirtschaftlich genutzt wurde.

### Die Stiftskirche

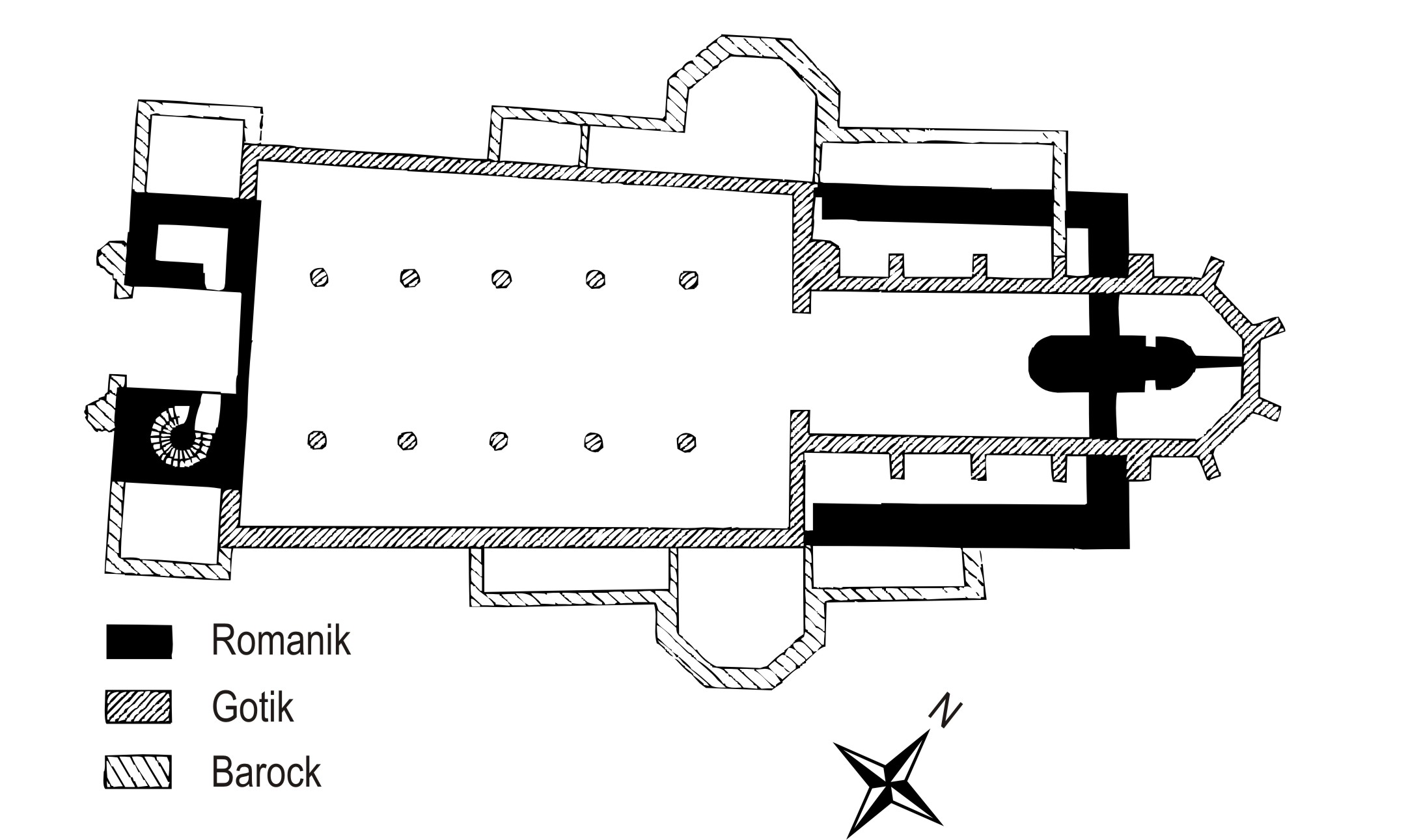
Grundriss der Stiftskirche

Das Fridolinsmünster ist eine ursprünglich im romanischen Stil erbaute, im 14. Jahrhundert unter der damaligen Äbtissin Agnes von Brandis nach einem Brand wieder errichtete gotische Klosterkirche. Im 16. Jahrhundert veranlasste die Äbtissin Maria Jakobea von Sulzbach den Neubau der beiden Kirchtürme. Im 17. und 18. Jahrhundert wurde das Münster mit Elementen des Barock erneuert. Ältester noch erhaltener Teil der Kirche ist die Krypta. Die Expertenmeinungen zur Datierung gehen weit auseinander. Einige Experten datieren sie um die Zeit des 8. / 9. Jahrhunderts, andere auf die Zeit des 10. / 11. Jahrhunderts. Näheres zum Fridolinsmünster siehe Hauptartikel Fridolinsmünster.

### Die St. Galluskapelle

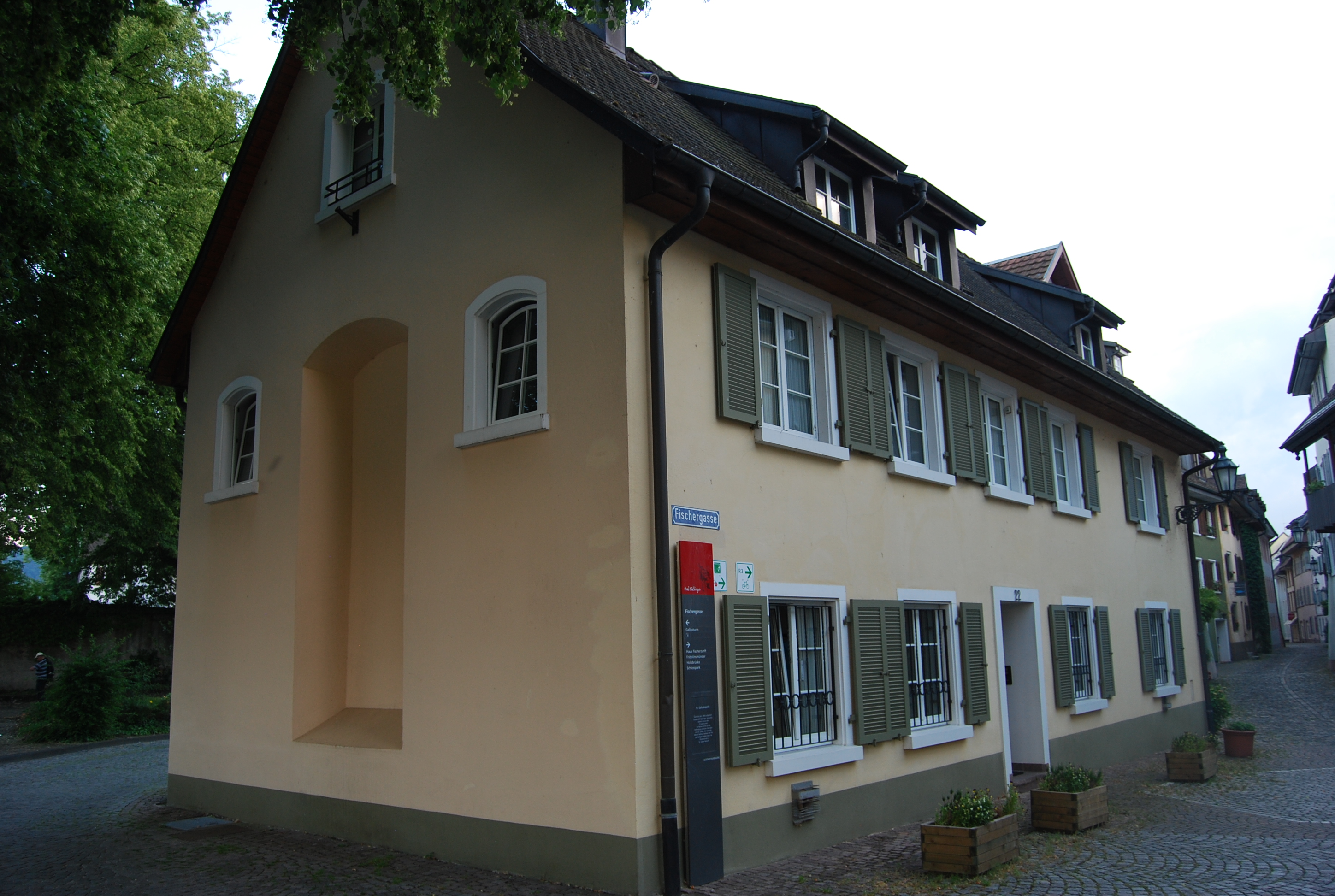
Galluskapelle Säckingen

Die St. Galluskapelle befand sich ebenfalls auf der Klosterinsel von Säckingen. Die Galluskapelle, deren Name an das Kloster St. Gallen erinnert, wo Mönch Balthasar, der Verfasser der Vita des heiligen Fridolin, die dortige Klosterschule besuchte, stammt vermutlich aus dem 10. Jahrhundert. Sie ist bis heute erhalten geblieben und ist zu einem Wohnhaus umgebaut.

### Wohnhäuser
Zum Kloster gehörten neben der Stiftskirche noch zahlreiche weitere Gebäude. So soll beim Wiederaufbau nach dem Brand von 1272 für jede Stiftsdame ein eigenes Haus mit eigenem Haushalt errichtet worden sein. Klemens Schaubinger spricht von 40 solcher Häuser.

### Der Alte Hof

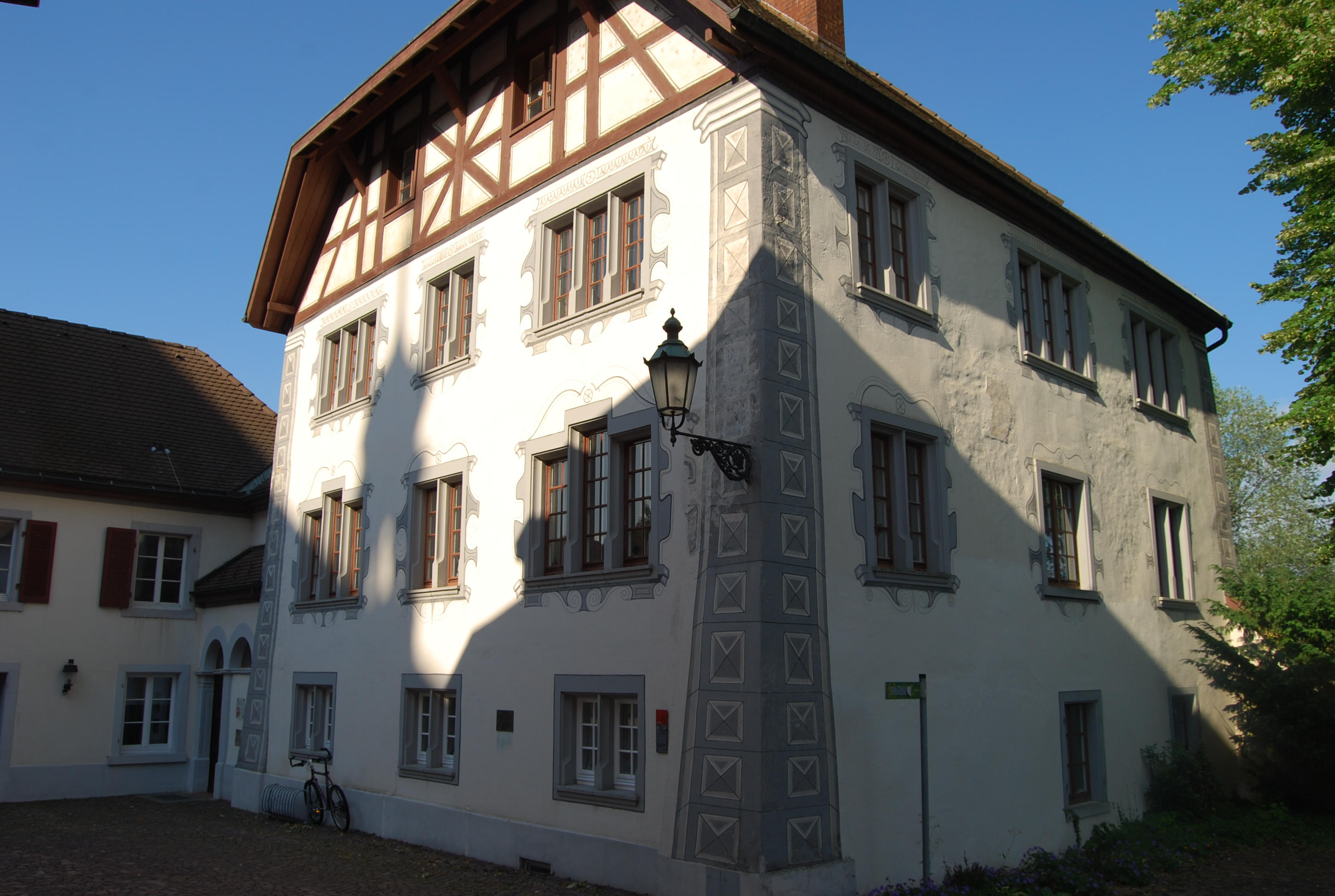
Alter Hof

Im 14. Jahrhundert wurde durch die damalige Fürstäbtissin Elisabeth von Bussnang die aus der aus Karolinger-Zeit stammende Klosteranlage um den „Alten Hof“ erweitert, der im 16. Jahrhundert umgebaut wurde und bis heute erhalten ist.

### Abteigebäude

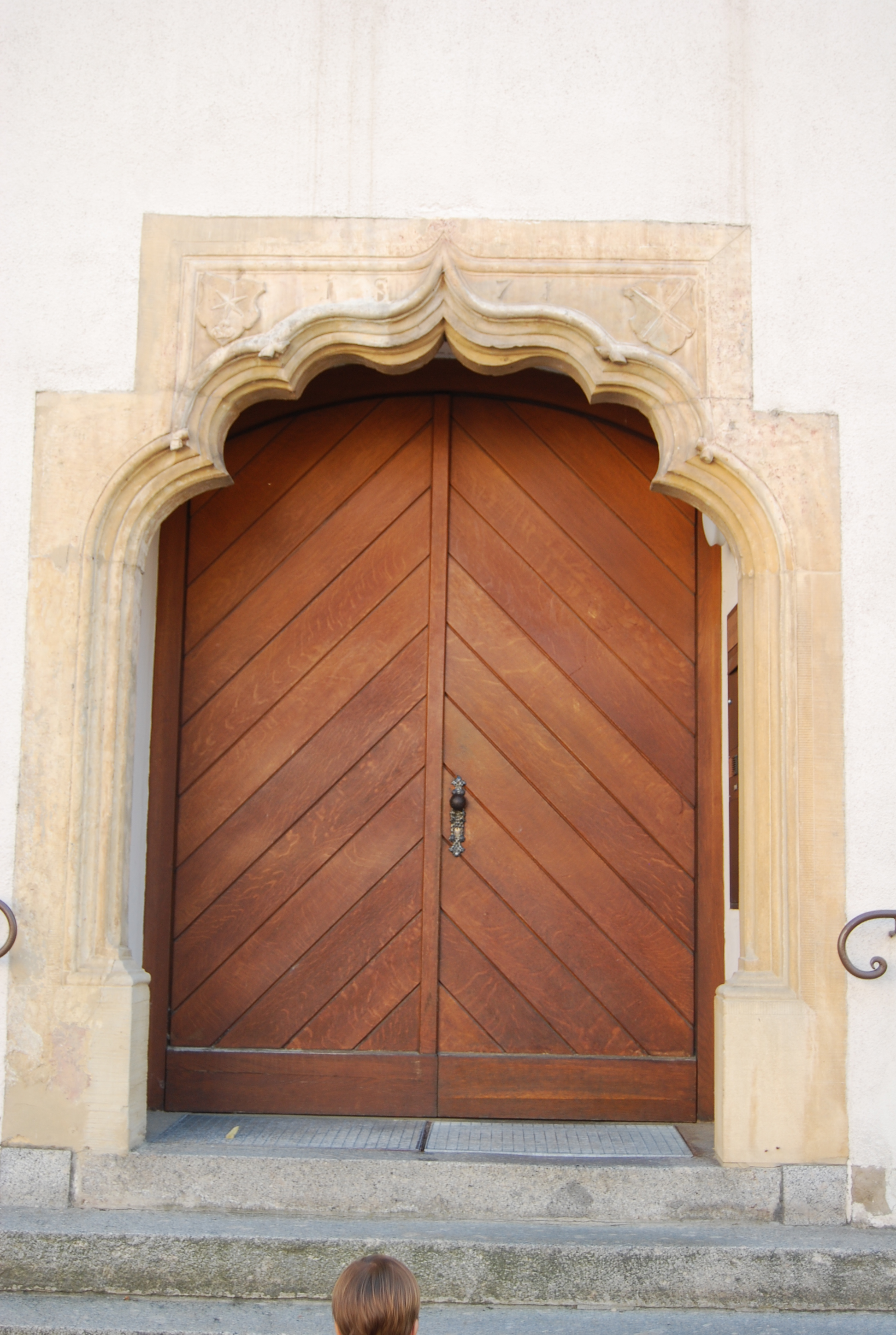
Eingang zum ehemaligen Abteigebäude mit den Wappen der Äbtissin von Wasserstelz und von Sulzbach

Das im spätgotischen Stil zwischen 1565 und 1575 von der damalige Äbtissin Agathe Hegenzer von Wasserstelz bzw. ihrer Nachfolgerin Maria Jakobea von Sulzbach erbaute Abteigebäude steht gegenüber dem heutigen Rathaus. Es handelt sich dabei um einen Kastenbau mit zwei Treppengiebeln. Am Eingangsportal sind die Familienwappen der beiden Erbauerinnen angebracht.

### Das Schönauer Schloss

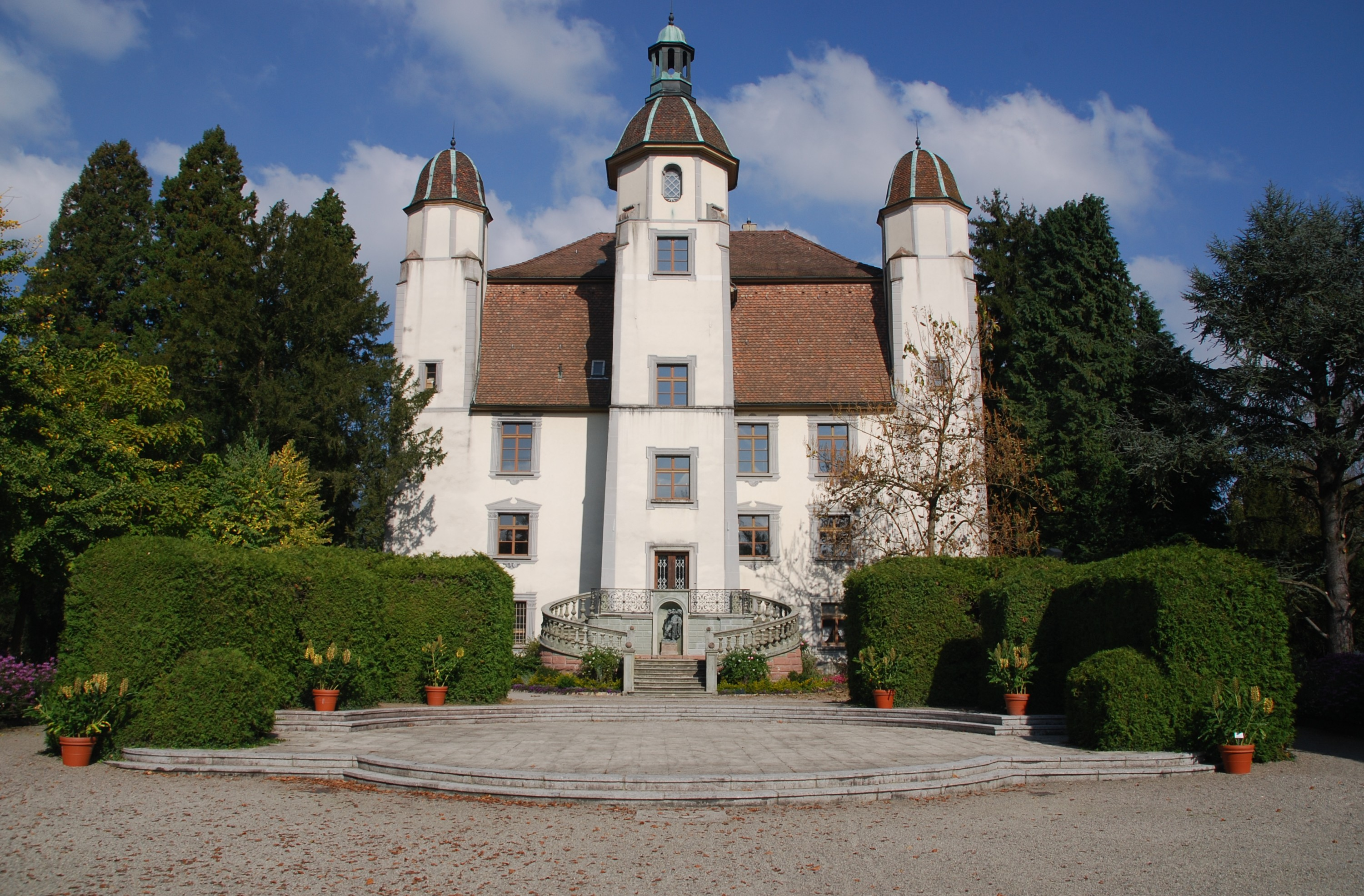
Schönauer Schloss

Das Schönauer Schloss in seiner heutigen Form wurde nicht vom Stift Säckingen, sondern von den Freiherren von Schönau errichtet. Diese erwarben im Jahre 1500 einen Adelssitz aus dem 13. Jahrhundert vom Kloster der sich an dieser Stelle befand und bauten ihn als Stadtschloss um.

### Gallusturm

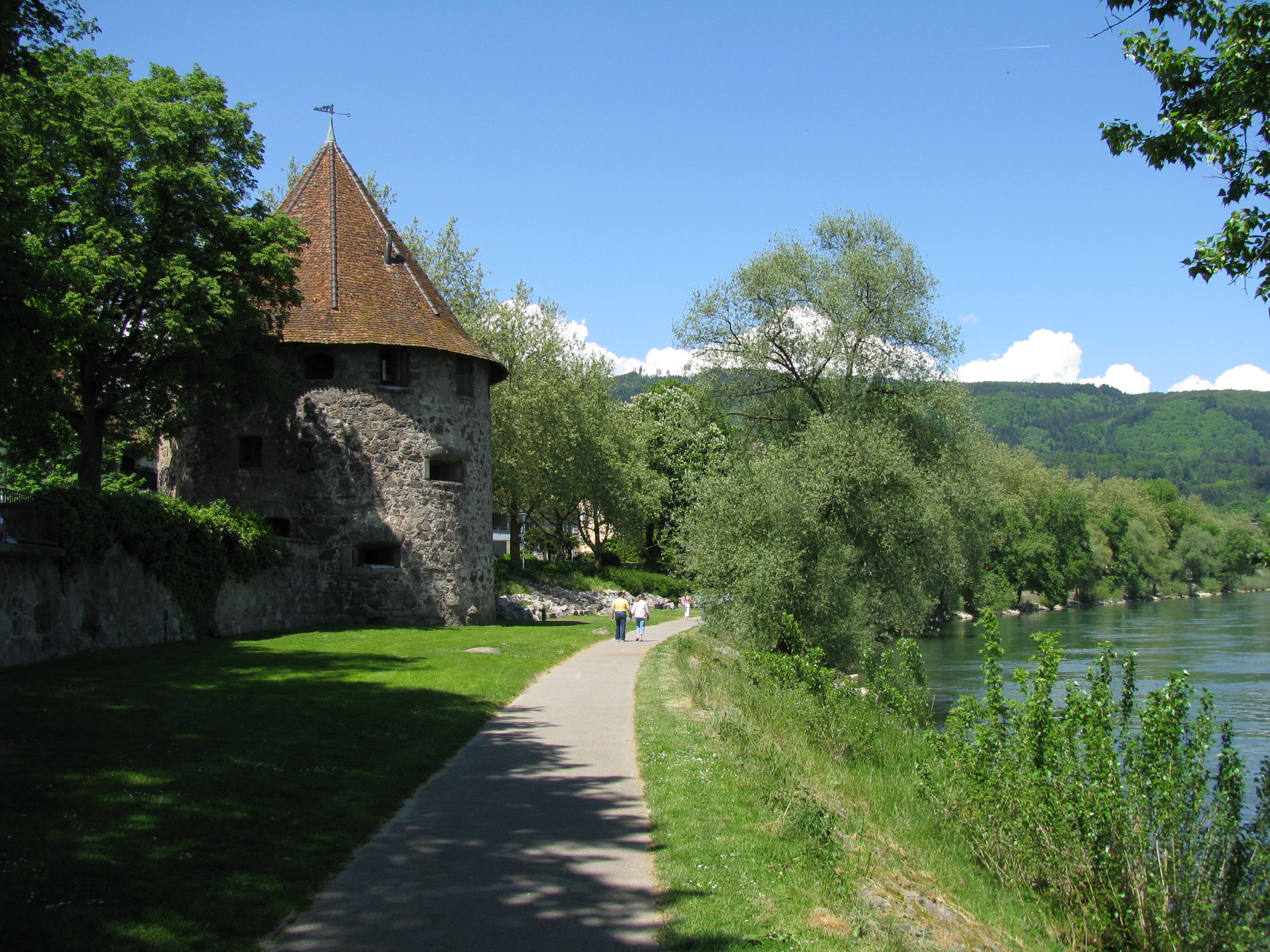
Gallusturm

Als Folge des Hochwassers von 1343 ließ das Stift im Osten der Rheininsel den Gallusturm errichten. Dieser Turm war Teil der Stadtbefestigung und bot der Klosterinsel militärischen Schutz wie auch Sicherheit vor einem erneuten Hochwasser, da dieser die Insel wie ein Wellenbrecher schützte. Daran schloss sich die Stadtmauer nach zwei Seiten an von der noch Reste sichtbar sind. Das Mauerwerk des Gallusturm ist aus unregelmäßigen Steinen gefertigt das früher verputzt war. So genannte Bossenquader mit Saumschlägen wurden bei den Fensterbänken, Gewände und Bogenstürze verwendet. Der Rundturm ist mit einem polygonalen Zeltdach überdacht.

### Diebsturm

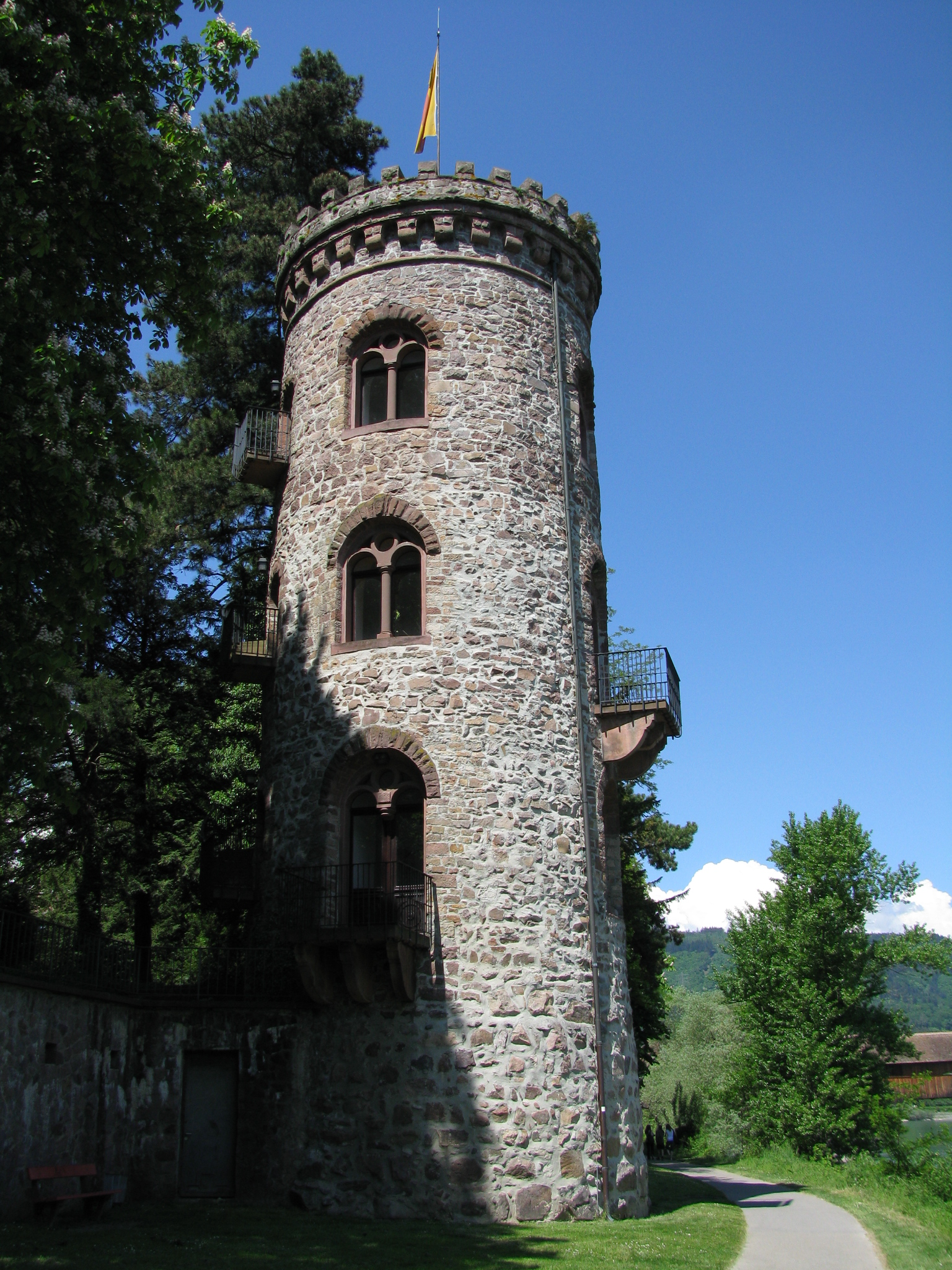
Diebsturm

Der heute stark in seinem Aussehen veränderte, im 19. Jahrhundert von Theodor Bally als Wasserturm umgebaute Diebsturm am Westende der ehemaligen Klosteranlage war, wie der Gallusturm am Ostende, Teil der Stadtbefestigung. Ursprünglich stammt der Turm aus der Römerzeit.

## Einstige Besitzungen

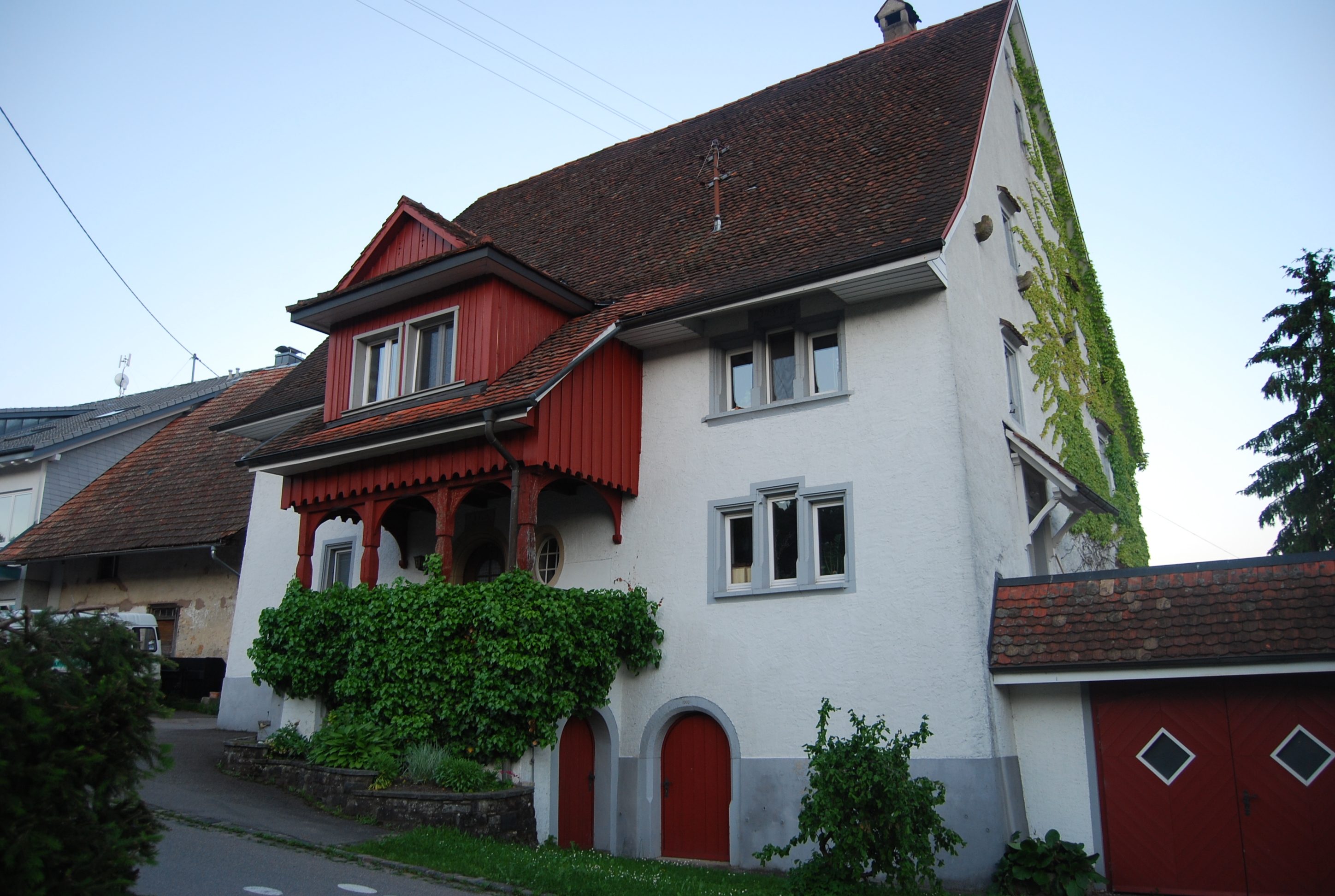
Kellerhof des Damenstifts Säckingen in Birkingen erbaut 1556

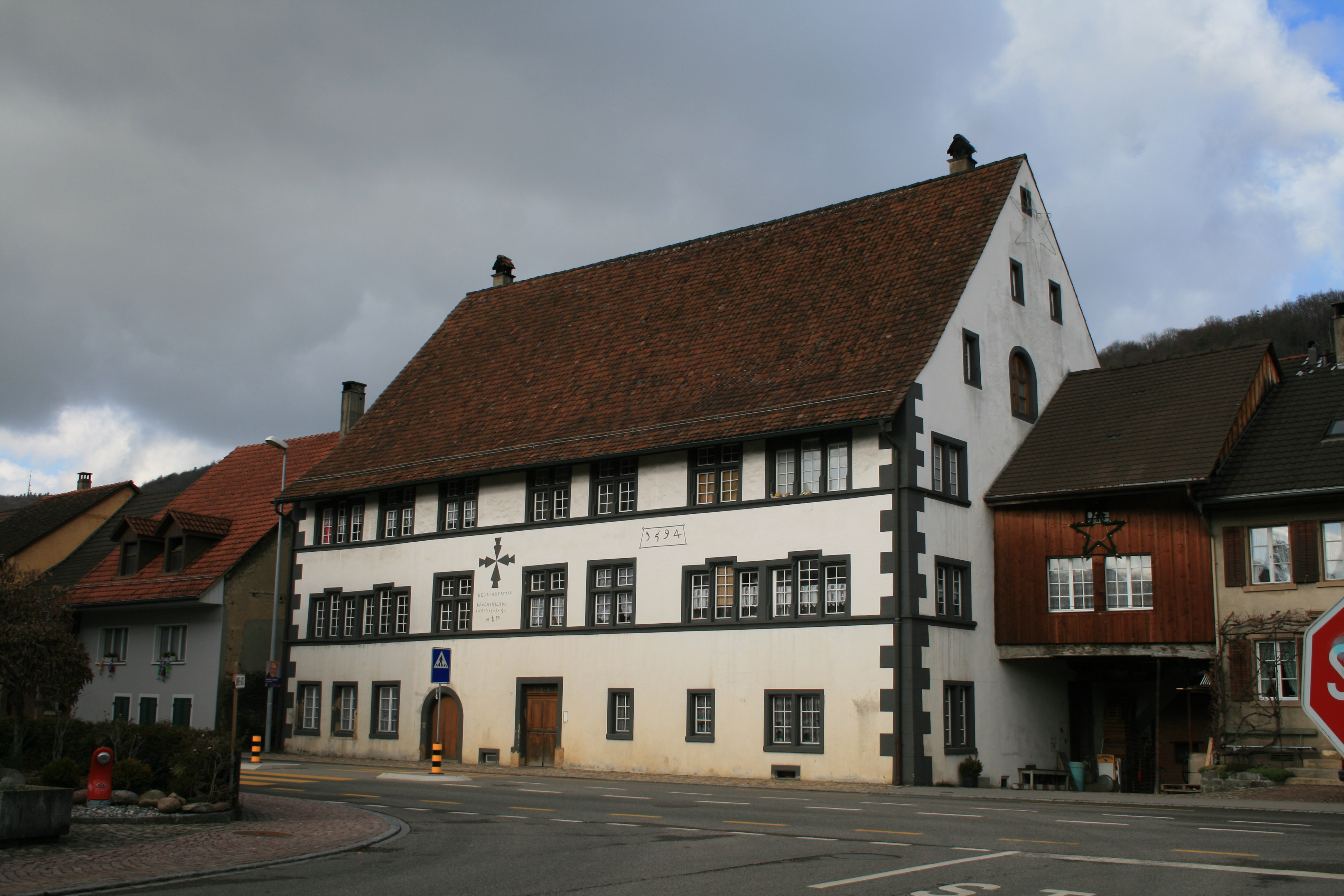
Kellerhof des Damenstifts Säckingen in Hornussen erbaut 1594

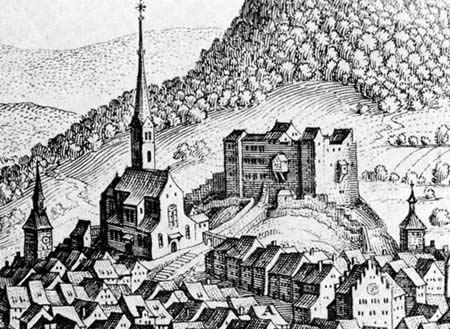
Burg Laufenburg

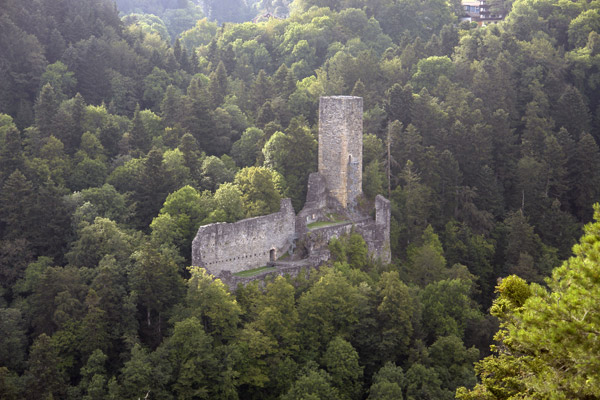
Burg Wieladingen

Das Damenstift wurde in der Karolinger- und Merowingerzeit mit großem Grundbesitz ausgestattet. Den größten Grundbesitz hatte das Kloster linksrheinisch auf dem Gebiet der heutigen Schweiz, im Fricktal und weitere Besitzungen bis hin nach Glarus und Solothurn. Außerdem hatte die Äbtissin das Patronatsrecht in 29 Pfarreien. Seine rechtsrheinische Grundherrschaft erstreckte sich von der Albmündung bei Albbruck rheinabwärts bis Schwörstadt, Schliengen und Müllheim im Markgräflerland.

### Städte / Herrschaften
- Glarus
- Insel Ufenau im Zürichsee nebst umliegender Orte (ging im 10. Jahrhundert durch Schenkung an das Kloster Einsiedeln über)
- Schaan (ging 965 durch Schenkung des Otto des Großen an das Stift Säckingen als Ausgleich für den Verzicht auf die Insel Ufenau)
- Weesen (mit Zoll und Schifffahrt auf dem Walensee)
- Walenstadt
- Bad Säckingen
- Meilen
- Hornussen AG
- Laufenburg (Baden)
- Laufenburg AG
- Untersiggenthal (9. bis 11. Jahrhundert)

### Pfarrkirchen / Pfarreien
- Hochsal
- Görwihl
- Obersäckingen
- Glarus
- Mettau[79]
- Großlaufenburg
- Zuzgen
- Mumpf
- Kaisten
- Sulz AG[79]
- Hellikon (Einpfarrung der Gemeinde nach Wegenstetten)
- Reiselfingen[79]
- Murg[79]
- Hornussen[79]
- Rheinsulz[79]
- Waldkirch[80]

### Burgen
- Burg Altenstein (vermutet)
- Burg Hauenstein (vermutet[7])
- Burg Laufenburg
- Burg Ofteringen – Laufenburg
- Burg Näfels, heute steht an dieser Stelle das Franziskanerkloster Mariaburg
- Burg Rheinsberg
- Burg Wieladingen

### Dinghöfe und Gerichte

#### Grafschaft Hauenstein
- Murg, beinhaltete das Niedergericht in den Ortschaften Murg, Harpolingen, Rhina, Diegeringen, Niederhof, Egg, Katzenmoos(?), Wiele(?), Obersäckingen und Dumus(?)
- Murg Oberhof, beinhaltete das Niedergericht in den Ortschaften Oberhof, Zechenwihl und Thimos
- Herrischried, beinhaltete das Niedergericht in den Ortschaften Herrischried, Herrischwand und Schellenberg(?)

#### Grafschaft Laufenburg
- Kaisten
- Ittenthal
- Mettau
- Sulz
- Eiken – Vogtei

#### Herrschaft Rheinfelden
- Hornussen
- Stein
- Zuzgen

### Sonstiger Besitz
In den folgenden Ortschaften hatte das Damenstift eigene Höfe bzw. Grundbesitz:
- Auggen (Lehensgüter)
- Atzenbach (Lehensgüter)
- Bellingen (Lehensgüter)
- Kellerhof in Birkingen
- Böttstein (Bodenzins)
- Bözen (Zehntrecht)
- Buus (Zehntrecht)
- Dottikon – Erblehenszins für den Zehnten, den das Kloster Königsfelden an Säckingen zu bezahlen hatte.[81]
- Elfingen
- Etzgen (früher Eczken, Etkon, Eitkon, Etken [1351], Etzkon [1428])[82] – Zwei Mühlen und ein Hof
- Etzwil (Bodenzins)
- Farnsburg, Herrschaft (Bodenzins)
- Freienwil (Güter)
- Freudenau – Fährzins der Fähre bei Freudenau (Untersiggenthal)[83]
- Frick – Der Zoll
- Galten (bei Gansingen) einen Hof
- Hendschiken – Erblehenszins für den Zehnten, den das Kloster Königsfelden an Säckingen zu bezahlen hatte.[83]
- Hellikon (Mühle)
- Hollwanger Hof bei Riedmatt (Karsau)
- Hornussen (Kellerhof)
- Hottwil (Höfe)
- Ittenthal
- Leidikon (Mühle)
- Kutz (Lehensgüter)
- Leuggern (Zinsleistungen)
- Liel (Lehensgüter)
- Magden (Zehntrecht)
- Mandach (niedere Gerichtsbarkeit)
- Mauchen-Schliengen (Lehensgüter)
- Müllheim im Markgräflerland (Lehensgüter)
- Niedereggenen-Schliengen (Lehensgüter)
- Niederhofen (Lehensgüter)
- Niederzeihen (Vogtei)
- Obereggenen-Schliengen (Lehensgüter)
- Oberfrick
- Othmarsingen – Erblehenszins für den Zehnten, den das Kloster Königsfelden an Säckingen zu bezahlen hatte.[83]
- Reiselfingen (Kehlhof)[79]
- Rietheim (Erblehenshof)
- Schinznach (Lehensgüter)
- Schliengen – Der „Freihof“ mit Gerichtsbarkeit und Weinbergen.[84] Zu erwähnen ist hierbei, dass es in Schliengen insgesamt drei Gerichtshöfe gab. Neben einem Dinghof, der zum Hochstift Basel gehörte, besaß auch das Kloster Murbach einen Gerichtshof, der Mitte des 13. Jahrhunderts an das Rittergeschlecht der Schnewlin kam. Diese wiederum tauschten ihn zum Ende des 13. Jahrhunderts gegen andere Güter mit der Johanniterkommende in Freiburg. Die Johanniter verkauften 1319 den Hof zu Schliengen mit Ausnahme des Kirchenschatzes an das neu gegründete Kloster Königsfelden.
- Schupfart (Zehnt und Zinsgüter)
- Sitzenkirch (Lehensgüter)
- Stein (Wirtshaus zum Löwen)
- Stetten bei Lörrach – Zwing und Bann
- Unteralpfen (Mühle)
- Unterschwörstadt – Die Kirche, eine Salmenwaage (Fischergalgen), Bodenzins, Frontauen und Wald
- Villnachern (Zinsen)
- Wegenstetten (Zehnt)
- Wehr (Baden) (Wald)[85]
- Wil AG ob Mettnau, (Kapelle St. Wendelin)
- Wittnau AG
- Wölflinswil
- Zeiningen (Hofgüter)
- Zell im Wiesental – Das Lehen an Zell wurde vom Stift Säckingen den Herren von Schönau erteilt, es bezog dennoch einige Zehntteile und behielt sich den Eigentum der älteren Fronmühle vor. Darüber hinaus gab es noch drei weitere Mühlen, die das Stift Säckingen als Mannslehen verlieh und dafür jährliche Zinsen bezog. Dazu gehörte auch die Ortschaft Atzenbach.
- Zuzgen (Zehnt)

### Fischereirechte
Das Stift hatte bis zu seiner Auflösung die Fischereirechte auf dem Rhein „zwischen den beiden Rheinbrücken Säckingen und Laufenburg“. Dies geht aus dem Staatsvertrag zwischen dem Großherzogtum Baden und dem eidgenössischen Kanton Aargau vom 17. Herbstmonat 1808 hervor.

## Schriften
- Mönch Balther: Fridolinsvita, 10. Jahrhundert